# Список мохоподібних України
Список мохоподібних України — це анотований перелік видів мохів, що трапляються на території України. Перелік створений згідно з монографією «Чекліст мохоподібних України» (автор Бойко М. Ф., 2008). Українські назви таксонів приведені згідно з монографією «Українські назви мохоподібних» (2015) та «Українські назви надродових таксонів мохоподібних» (2016).
У списку 865 видів мохів з 251 роду 85 родин 28 порядків трьох відділів: антоцеротовидні, печіночники та мохи.

## ВідділАнтоцеротовидні(Anthocerotophyta)

### КласАнтоцеротопсиди(Anthocerotopsida)

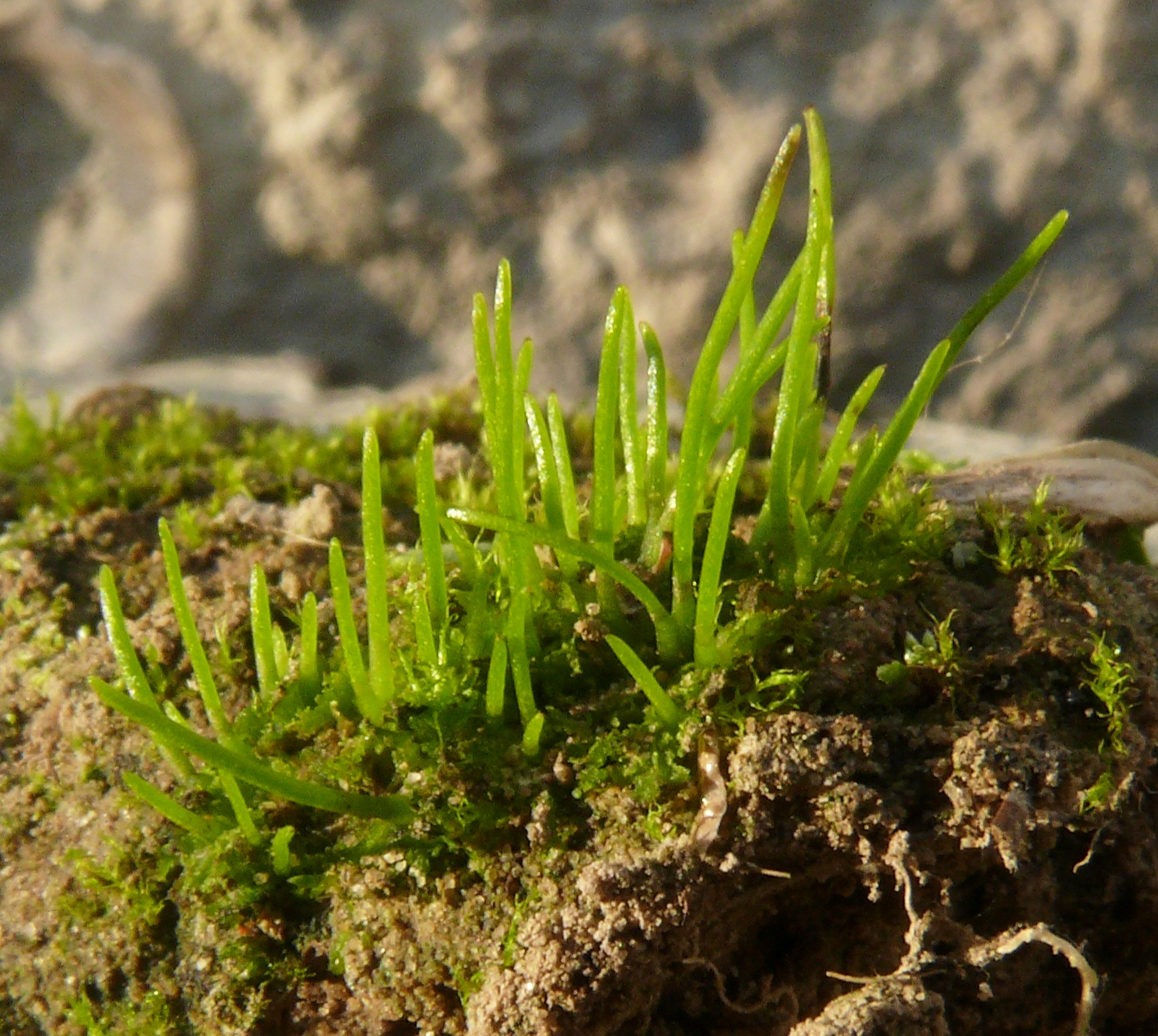
Квіткоріг польовий (Anthoceros agrestis)

Порядок Квіткорогальні (Anthocerotales)
- Родина Квіткорогові (Anthocerotaceae)
  - Рід Квіткоріг (Anthoceros)
    - Квіткоріг польовий (Anthoceros agrestis)
    - Квіткоріг крапчастий (Anthoceros punctatus)

Порядок Notothyladales
- Родина Notothyladaceae
  - Рід Темноріг (Phaeoceros)
    - Темноріг каролінський (Phaeoceros carolinianus)
    - Темноріг гладенький (Phaeoceros laevis)

## ВідділПечіночники(Marchantiophyta)

### КласМаршанціопсиди(Marchantiopsida)

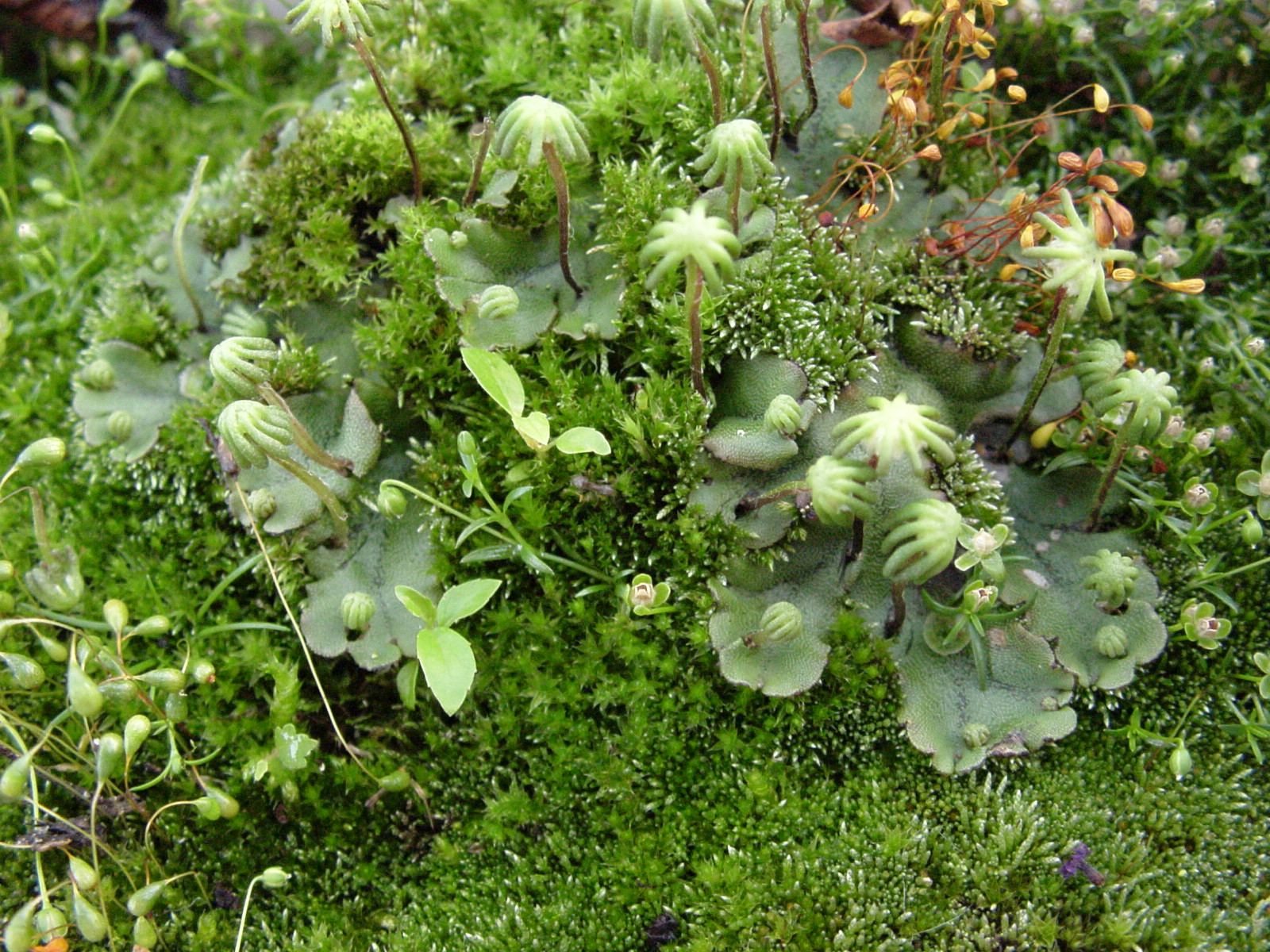
Маршанція мінлива (Marchantia polymorpha)

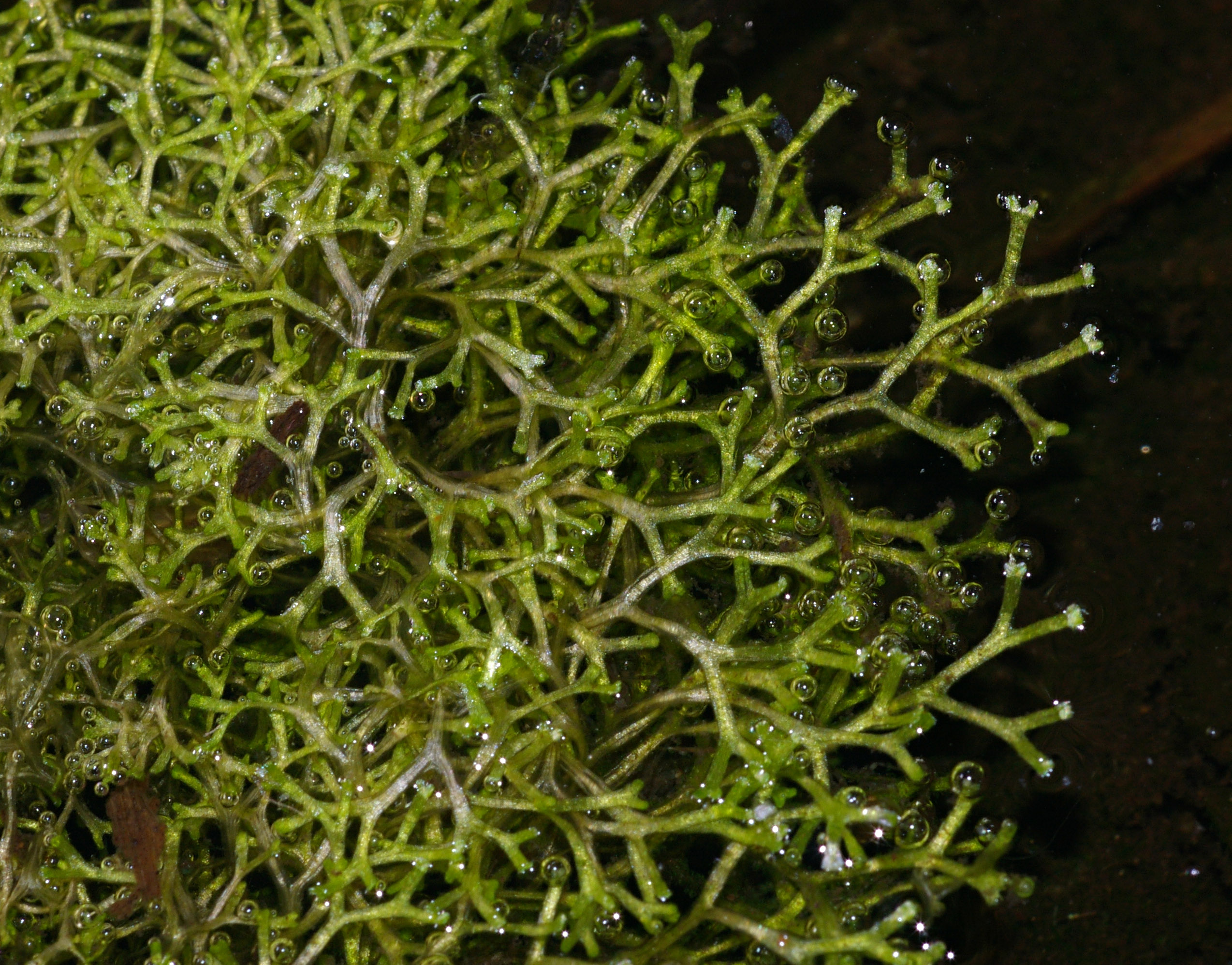
Річія плавуча (Riccia fluitans)

Порядок Маршанціальні (Marchantiales)
- Родина Айтонієві (Aytoniaceae)
  - Рід Запашниця (Mannia)
    - Запашниця двостатева (Mannia androgyna)
    - Запашниця запашна (Mannia fragrans)
    - Запашниця волосиста (Mannia pilosa)
    - Запашниця потрійна (Mannia triandra)

  - Рід Ребулія (Reboulia)
    - Ребулія напівкуляста (Reboulia hemisphaerica)
- Родина Конусоголові (Conocephalaceae)
  - Рід Конусоголов (Conocephalum)
    - Конусоголов конічний (Conocephalum conicum)
    - Конусоголов шорсткий (Conocephalum salebrosum)
- Родина Місячницеві (Lunulariaceae)
  - Рід Місячниця (Lunularia)
    - Місячниця хрещата (Lunularia cruciata)
- Родина Маршанцієві (Marchantiaceae)
  - Рід Маршанція (Marchantia)
    - Маршанція альпійська (Marchantia alpestris)
    - Маршанція мінлива (Marchantia polymorpha)
    - Marchantia quadrata

  - Рід Бучеджія (Bucegia)
    - Бучеджія румунська (Bucegia romanica)
- Родина Клевеєві (Cleveaceae)
  - Рід Аталамія (Athalamia)
    - Аталамія прозора (Athalamia hyalina)
    - Аталамія Спатиза (Athalamia spathysii), ЧКУ

  - Рід Саутерія (Sauteria)
    - Саутерія альпійська (Sauteria alpina)
- Родина Таргіонієві (Targioniaceae)
  - Рід Таргіонія (Targionia)
    - Таргіонія підлиста (Targionia hypophylla), ЧКУ
- Родина Гострошапкові (Oxymitraceae)
  - Рід Гострошапка (Oxymitra)
    - Гострошапка потовщена (Oxymitra incrassata)
    - Гострошапка луската (Oxymitra paleacea)
- Родина Річієві (Ricciaceae)
  - Рід Річія (Riccia)Плавунчик плаваючий (Ricciocarpos natans)

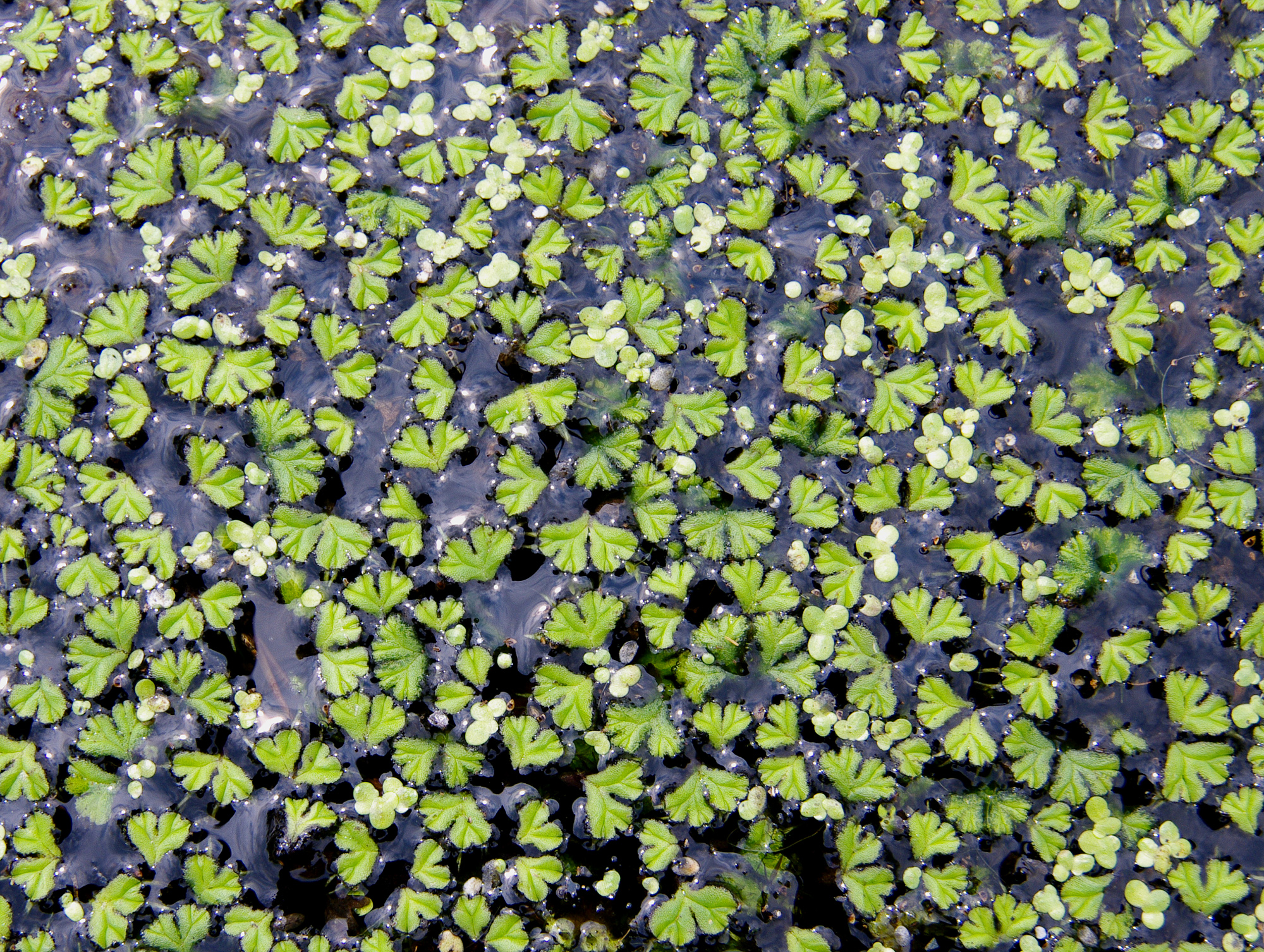
Плавунчик плаваючий (Ricciocarpos natans)

    - Річія Бейріха (Riccia beyrichiana)
    - Річія двоборозенчаста (Riccia bifurca)
    - Річія жолобкувата (Riccia canaliculata)
    - Річія печериста (Riccia cavernosa)
    - Річія війчаста (Riccia ciliata)
    - Річія війконосна (Riccia ciliifera)
    - Річія довговолоса (Riccia crinita)
    - Річія кристальна (Riccia crystallina)
    - Річія плавуча (Riccia fluitans)
    - Річія Фроста (Riccia frostii)
    - Річія сиза (Riccia glauca)
    - Річія Гуже (Riccia gougetiana)
    - Річія Гюбенера (Riccia huebeneriana)
    - Річія платівкова (Riccia lamellosa)
    - Річія несправжньопапілозна (Riccia pseudopapillosa)
    - Річія рейнська (Riccia rhenana)
    - Річія кучкоплода (Riccia sorocarpa)
    - Річія волосистоплода (Riccia trichocarpa)

  - Рід Плавунчик (Ricciocarpos)
    - Плавунчик плаваючий (Ricciocarpos natans)

### КласЮргерманіопсиди(Jungermanniopsida)

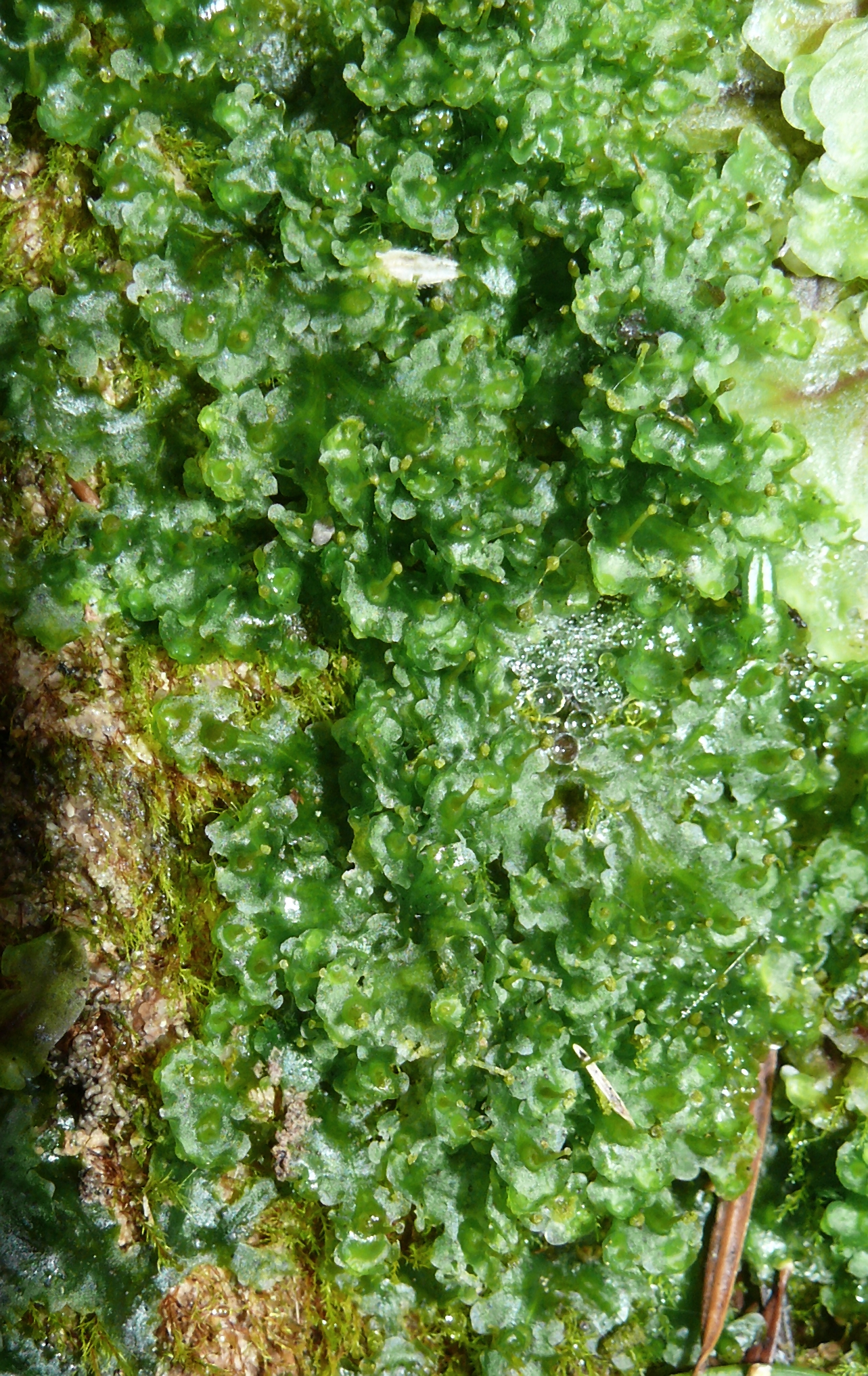
Блазія крихітна (Blasia pusilla)

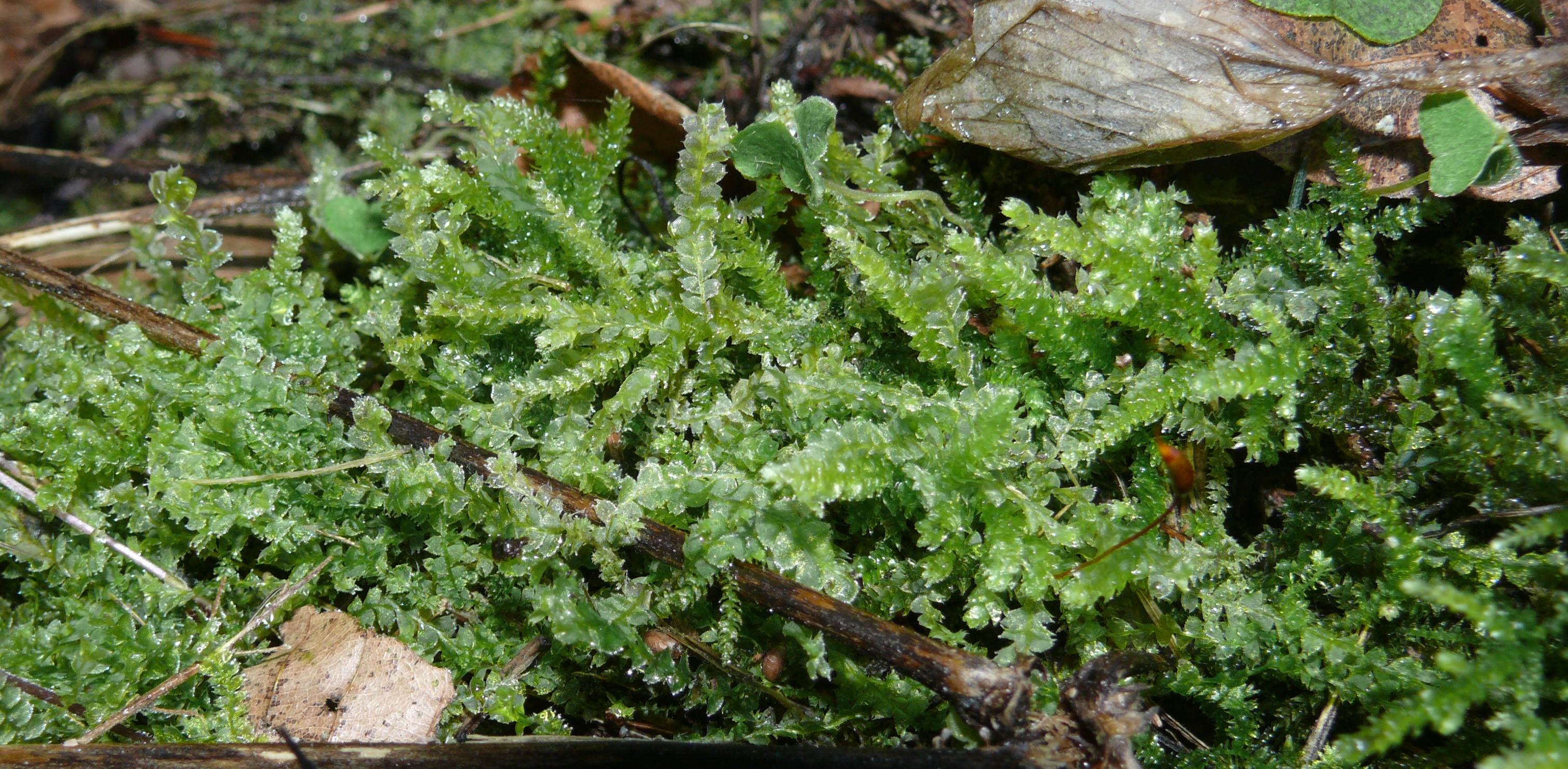
Гребінниця двозуба (Lophocolea bidentata)

Порядок Гапломітріальні (Haplomitriales)
- Родина Простошапкові (Haplomitriaceae)
  - Рід Простошапка (Haplomitrium)
    - Простошапка Гукера (Haplomitrium hookeri)

Порядок Блазіальні (Blasiales)
- Родина Блазієві (Blasiaceae)
  - Рід Блазія (Blasia)
    - Блазія крихітна (Blasia pusilla)

Порядок Метцгеріальні (Metzgeriales)
- Родина Фосомбронієві (Fossombroniaceae)
  - Рід Фосомбронія (Fossombronia)
    - Фосомбронія ямчаста (Fossombronia foveolata)
    - Фосомбронія крихітна (Fossombronia pusilla)
    - Фосомбронія Вондрачека (Fossombronia wondraczekii)
- Родина Пелієві (Pelliaceae)
  - Рід Пелія (Pellia)
    - Пелія розсіченолиста (Pellia endiviifolia)
    - Пелія налисткова (Pellia epiphylla)
    - Пелія Нееса (Pellia neesiana)
- Родина Меркієві (Moerckiaceae)
  - Рід Меркія (Moerckia)
    - Меркія Бліта (Moerckia blyttii)

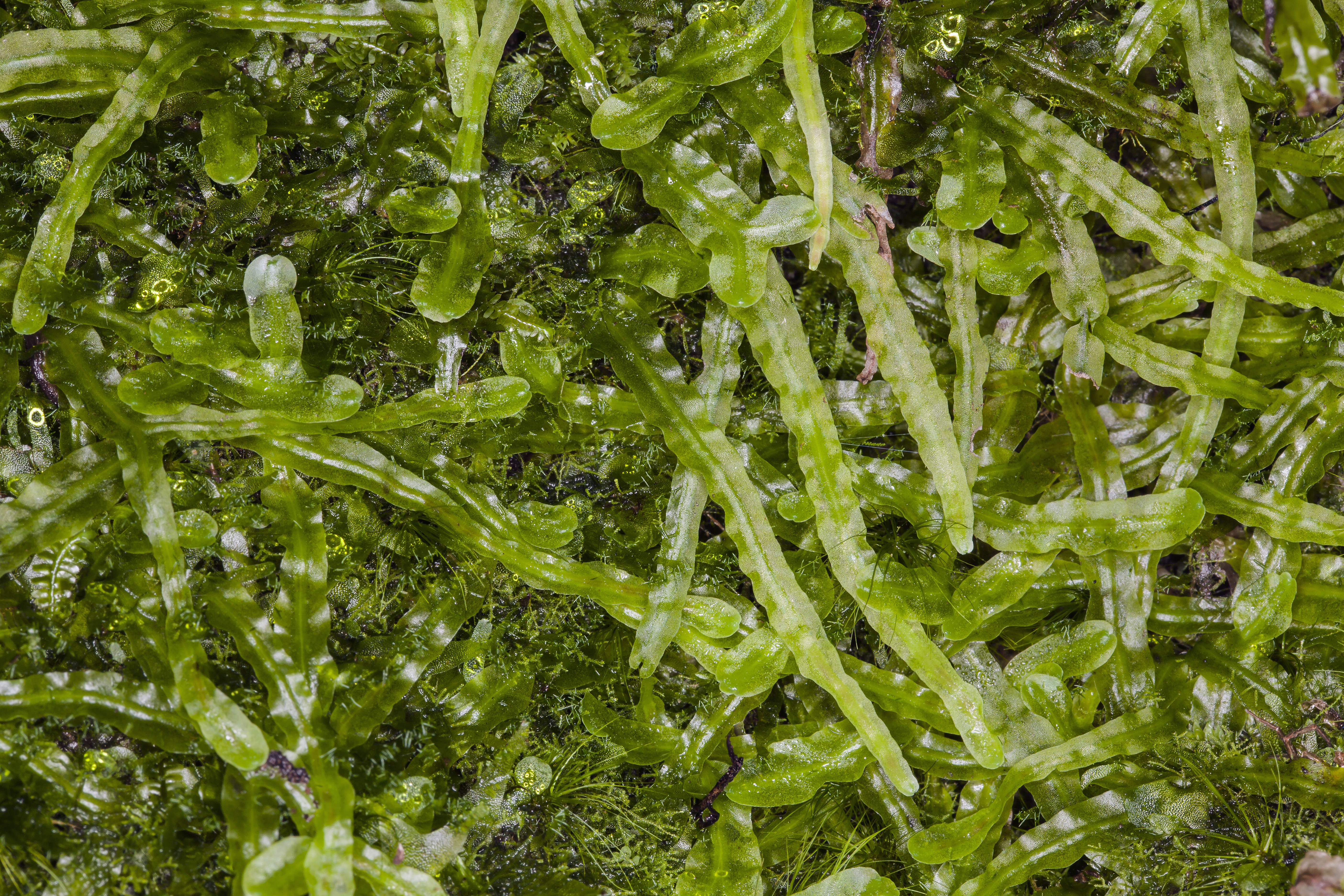
Палавічінія Лієля (Pallavicinia lyellii)

- Родина Палавічінієві (Pallaviciniaceae)Палавічінія Лієля (Pallavicinia lyellii)
  - Рід Палавічінія (Pallavicinia)
    - Палавічінія Лієля (Pallavicinia lyellii)
- Родина Безжилкові (Aneuraceae)
  - Рід Безжилка (Aneura)
    - Безжилка жирна (Aneura pinguis)

  - Рід Рікардія (Riccardia)
    - Рікардія низькогранелиста (Riccardia chamedryfolia)
    - Рікардія зігнута (Riccardia incurvata)
    - Рікардія широколистувата (Riccardia latifrons)

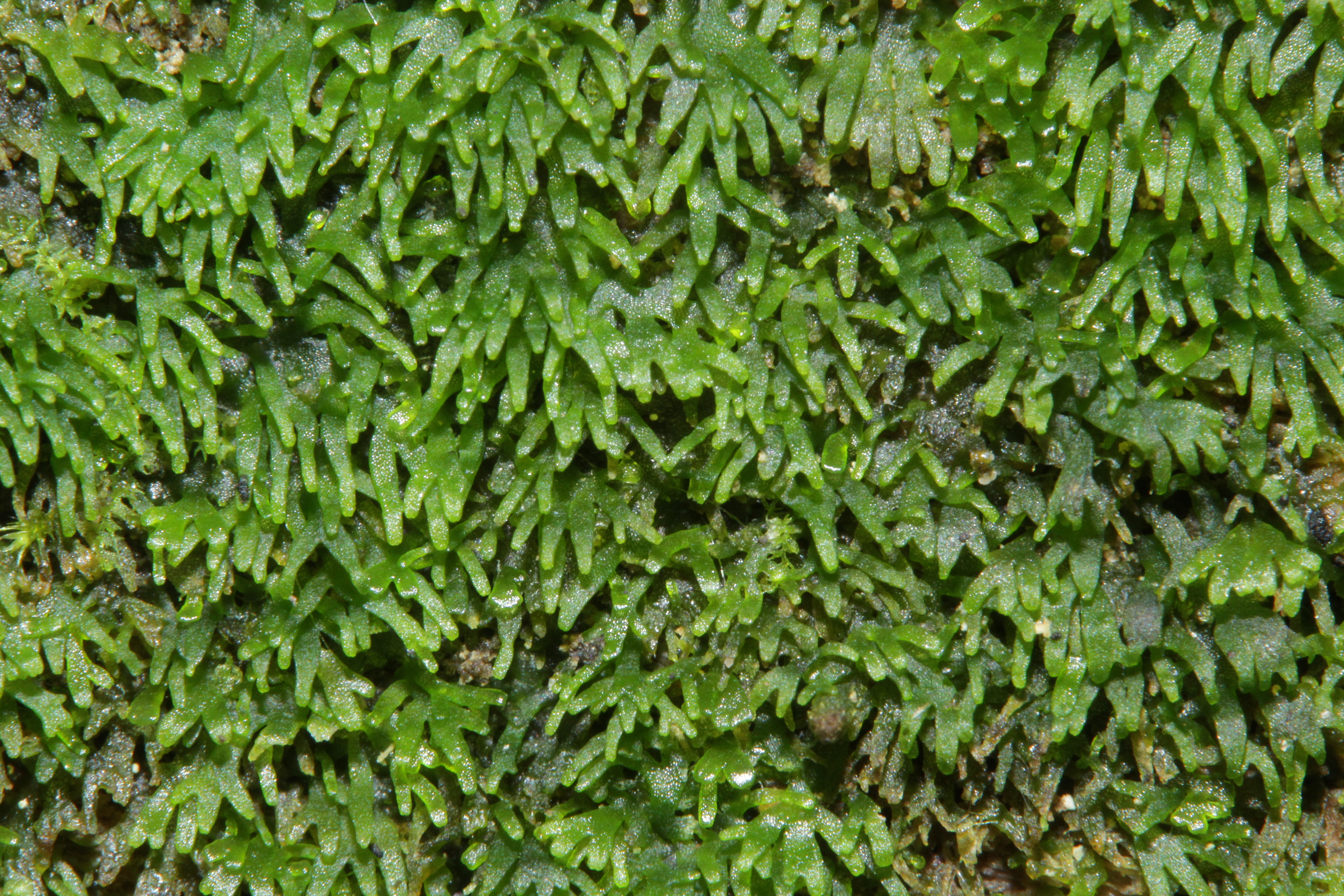
Рікардія долонеподібна (Riccardia palmata)

    - Рікардія багатороздільна (Riccardia multifida)Рікардія долонеподібна (Riccardia palmata)
    - Рікардія долонеподібна (Riccardia palmata)
- Родина Метцгерієві (Metzgeriaceae)
  - Рід Метцгерія (Metzgeria)
    - Метцгерія зчіплена (Metzgeria conjugata)
    - Метцгерія вильчаста (Metzgeria furcata)
    - Метцгерія тонкожилкова (Metzgeria leptoneura)
    - Metzgeria pubescens
    - Метцгерія фіолетова (Metzgeria violacea)

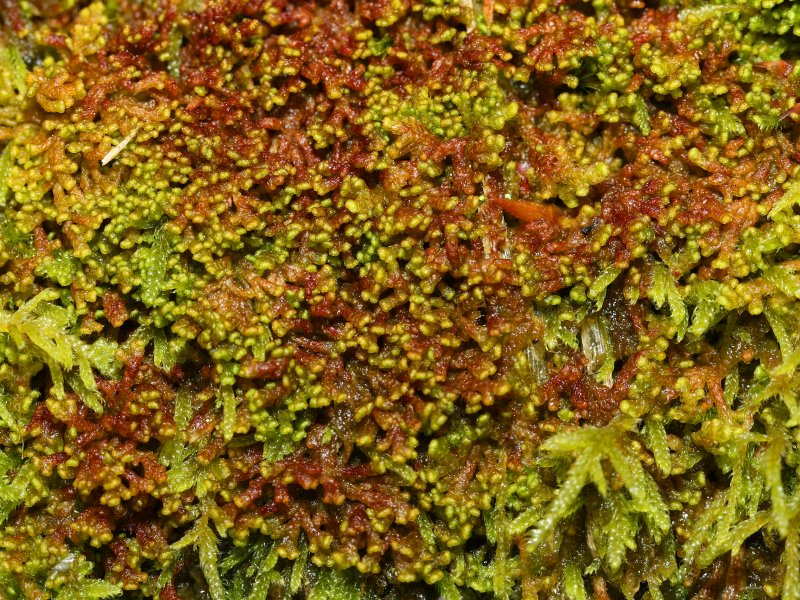
Красунчик найпрекрасніший (Ptilidium pulcherrimum)

Порядок Красунчикальні (Ptilidiales)
- Родина Красунчикові (Ptilidiaceae)
  - Рід Красунчик (Ptilidium)
    - Красунчик війчастий (Ptilidium ciliare)
    - Красунчик найпрекрасніший (Ptilidium pulcherrimum)

Порядок Юнгерманіальні (Jungermanniales)
- Родина Війчаткові (Trichocoleaceae)
  - Рід Війчатка (Trichocolea)
    - Війчатка короткоповстиста (Trichocolea tomentella)
- Родина Blepharostomataceae
  - Рід Ротовійка (Blepharostoma)
    - Ротовійка волосолиста (Blepharostoma trichophyllum)
- Родина Гребінницеві (Lophocoleaceae)
  - Рід Чашкокрай (Chiloscyphus)
    - Чашкокрай блідий (Chiloscyphus pallescens), у т. ч. чашкокрай ламкий Chiloscyphus pallescens var. fragilis
    - Чашкокрай багатоквітковий (Chiloscyphus polyanthos), у т. ч. чашкокрай річковий Chiloscyphus polyanthos var. rivularis

  - Рід Гребінниця (Lophocolea)
    - Гребінниця двозуба (Lophocolea bidentata)
    - Гребінниця різнолиста (Lophocolea heterophylla)
    - Гребінниця менша (Lophocolea minor)
- Родина Землекелихові (Geocalycaceae)
  - Рід Землекелих (Geocalyx)
    - Землекелих пахучий (Geocalyx graveolens)

  - Рід Серпоквітка (Harpanthus)
    - Серпоквітка Флотова (Harpanthus flotovianus)
    - Серпоквітка щитоподібна (Harpanthus scutatus)
- Родина Косогубкові (Plagiochilaceae)

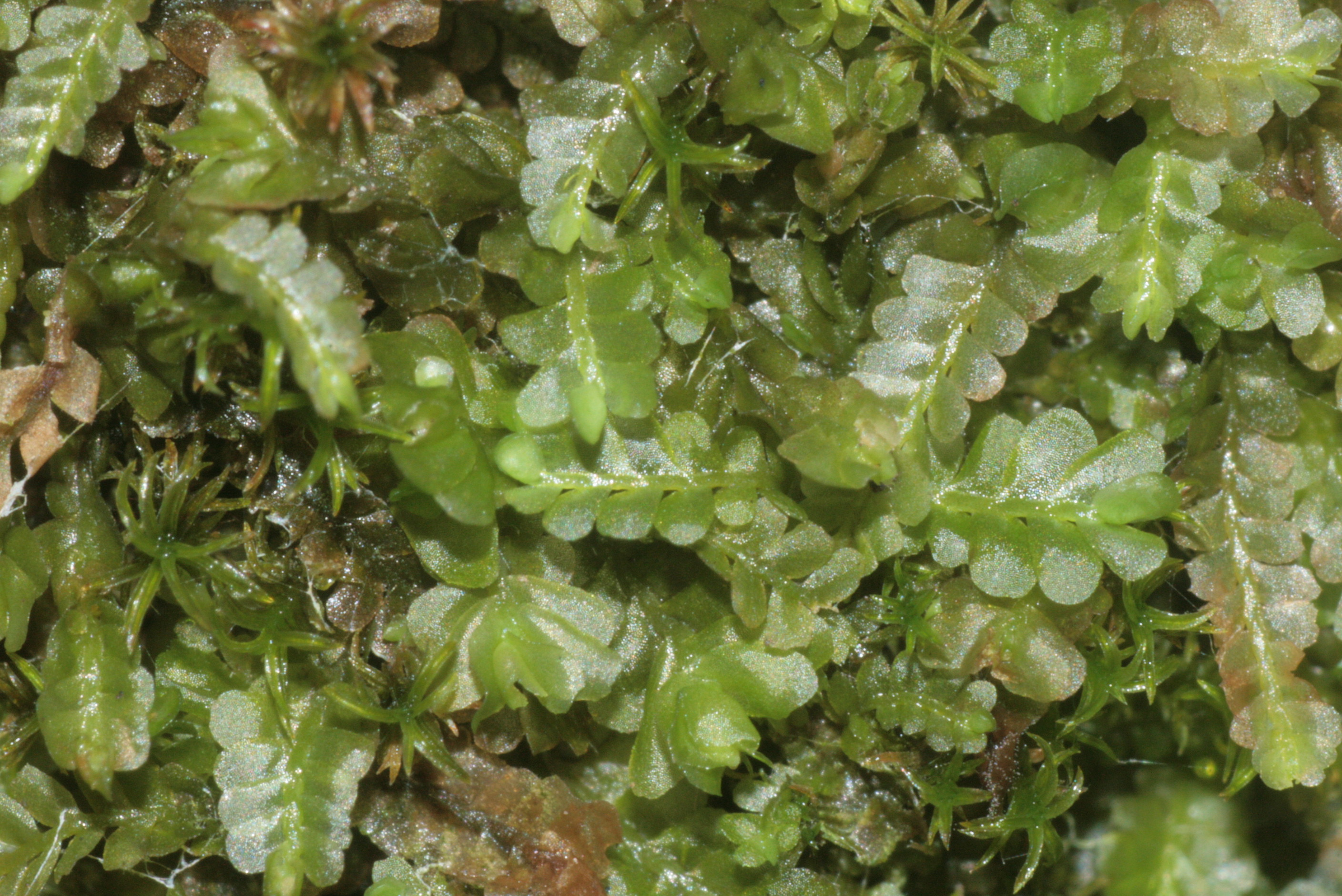
Плосколист переривчастий (Pedinophyllum interruptum)

  - Рід Плосколист (Pedinophyllum)Плосколист переривчастий (Pedinophyllum interruptum)
    - Плосколист переривчастий (Pedinophyllum interruptum)

  - Рід Косогубка (Plagiochila)
    - Косогубка аспленієподібна (Plagiochila asplenioides)
    - Косогубка порелоподібна (Plagiochila porelloides)
- Родина Келишкові (Calypogeiaceae)
  - Рід Келишка (Calypogeia)
    - Келишка лазурова (Calypogeia azurea)
    - Келишка розколота (Calypogeia fissa)
    - Келишка цілісноприлистикова (Calypogeia integristipula)
    - Келишка Мюлера (Calypogeia muelleriana)
    - Келишка Нееса (Calypogeia neesiana)
    - Келишка торфовикова (Calypogeia sphagnicola)
    - Келишка шведська (Calypogeia suecica)
- Родина Лусківкові (Lepidoziaceae)
  - Рід Бацанія (Bazzania)
    - Бацанія тризубчаста (Bazzania tricrenata)
    - Бацанія трилопастна (Bazzania trilobata)

  - Рід Павутинниця (Kurzia)
    - Павутинниця малоквіткова (Kurzia pauciflora)

  - Рід Лусківка (Lepidozia)
    - Лусківка повзуча (Lepidozia reptans)
- Родина Голівочкові (Cephaloziaceae)
  - Рід Голівочка (Cephalozia)
    - Голівочка сумнівна (Cephalozia ambigua)
    - Голівочка двозагострена (Cephalozia bicuspidata), у т. ч. голівочка Ламерса Cephalozia bicuspidata subsp. lammersiana
    - Голівочка дрібноланцюжкова (Cephalozia catenulata)
    - Голівочка зближена (Cephalozia connivens)
    - Голівочка білоквіткова (Cephalozia leucantha)

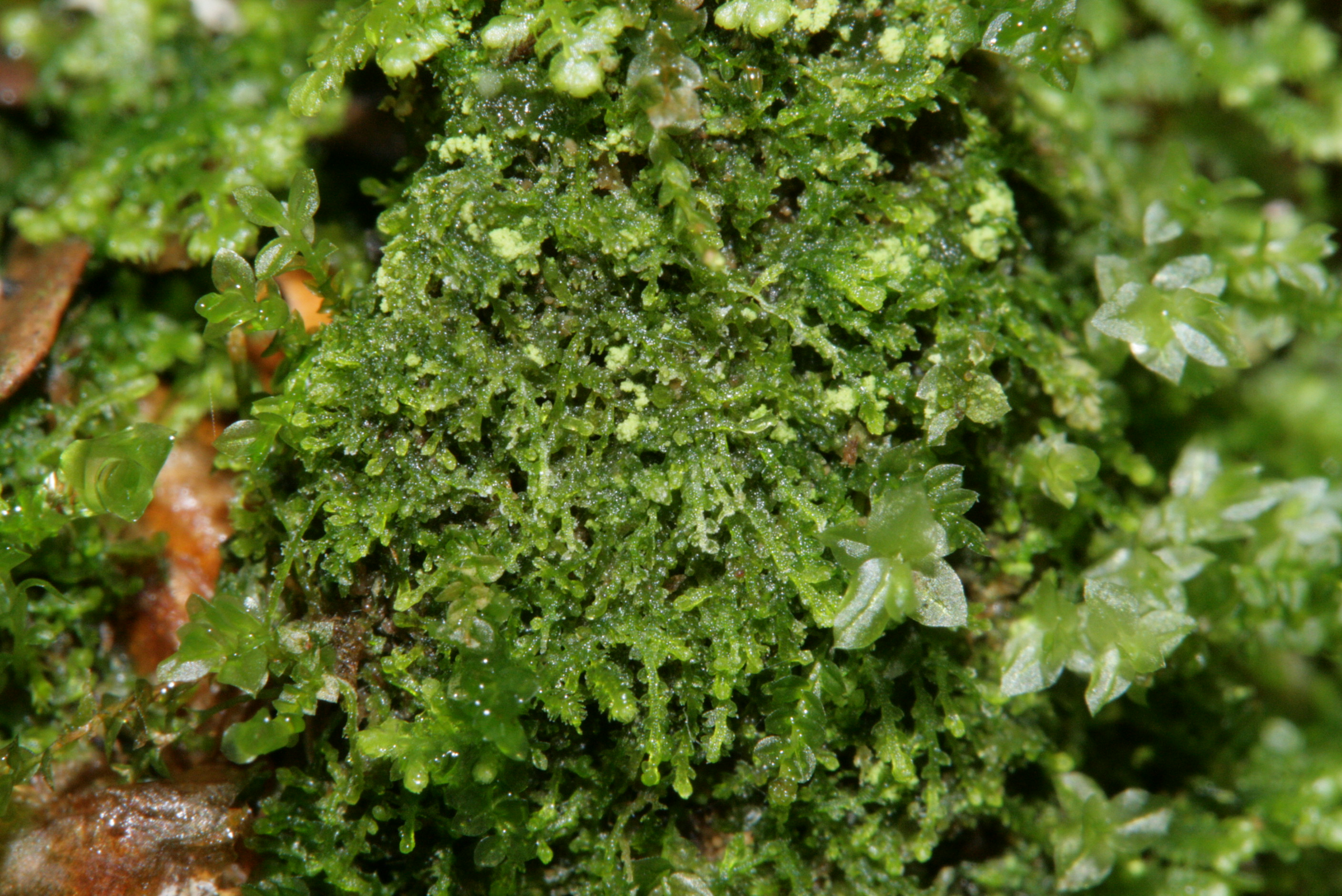
Голівочка півмісяцелиста (Cephalozia lunulifolia)

    - Голівочка Лойтлесбергера (Cephalozia loitlesbergeri)Голівочка півмісяцелиста (Cephalozia lunulifolia)
    - Голівочка півмісяцелиста (Cephalozia lunulifolia)
    - Голівочка повна (Cephalozia pleniceps)

  - Рід Новелія (Nowellia)
    - Новелія зігнутолиста (Nowellia curvifolia)

  - Рід Щілинозубка (Odontoschisma)
    - Щілинозубка оголена (Odontoschisma denudatum)
    - Odontoschisma fluitans, syn. Cladopodiella fluitans — Русалочка плавуча

  - Рід Fuscocephaloziopsis
    - Fuscocephaloziopsis albescens, syn. Pleurocladula albescens — бокогілочка білувата ЧКУ
- Родина Дрібноткові (Cephaloziellaceae)
  - Рід Дрібнотка (Cephaloziella)
    - Дрібнотка розчепірена (Cephaloziella divaricata)
    - Дрібнотка ніжненька (Cephaloziella elachista)
    - Дрібнотка елегантна (Cephaloziella elegans)
    - Дрібнотка грімзельська (Cephaloziella grimsulana)
    - Дрібнотка Гампе (Cephaloziella hampeana)
    - Дрібнотка червонувата (Cephaloziella rubella)
    - Дрібнотка колючкова (Cephaloziella spinigera), у т. ч. дрібнотка майжезубчаста (Cephaloziella subdentata)
- Родина Квіткомохові (Antheliaceae)

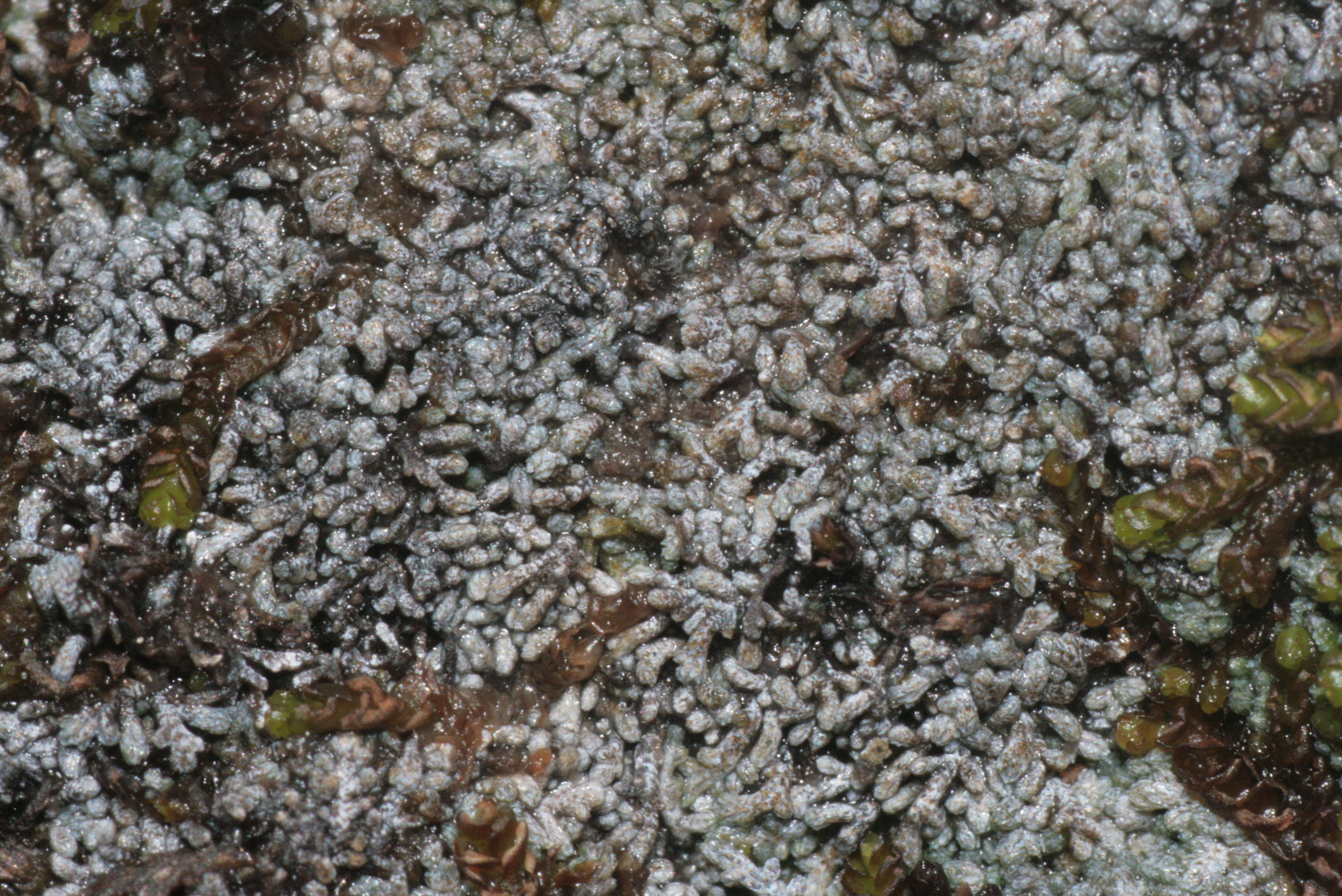
Квіткомох Юратцки (Anthelia juratzkana)

  - Рід Квіткомох (Anthelia)Квіткомох Юратцки (Anthelia juratzkana)
    - Квіткомох Юратцки (Anthelia juratzkana)
- Родина Незірколистові (Anastrophyllaceae)
  - Рід Перевертка (Anastrepta)
    - Перевертка оркнейська (Anastrepta orcadensis)

  - Рід Незірколист (Anastrophyllum)
    - Незірколист Гелера (Anastrophyllum hellerianum)
    - Незірколист Мішо (Anastrophyllum michauxii)
    - Незірколист маленький (Anastrophyllum minutum)

  - Рід Бородниця (Barbilophozia)
    - Бородниця витягнута (Barbilophozia attenuata)
    - Бородниця бородата (Barbilophozia barbata)
    - Бородниця Флерка (Barbilophozia floerkei)
    - Бородниця Гатчера (Barbilophozia hatcheri)
    - Бородниця плауноподібна (Barbilophozia lycopodioides)
    - Бородниця чотирилопастна (Barbilophozia quadriloba)
    - Бородниця судетська (Barbilophozia sudetica)

  - Рід Рідколист (Gymnocolea)
    - Рідколист здутий (Gymnocolea inflata)
- Родина Adelanthaceae
  - Рід Джеймсоніела (Jamesoniella)
    - Джеймсоніела осіння, осінниця звичайна (Jamesoniella autumnalis)
- Родина Юнгерманієві (Jungermanniaceae)
  - Рід Юнгерманія (Jungermannia)
    - Юнгерманія темно-зелена (Jungermannia atrovirens)
    - Юнгерманія дерниста (Jungermannia caespiticia)

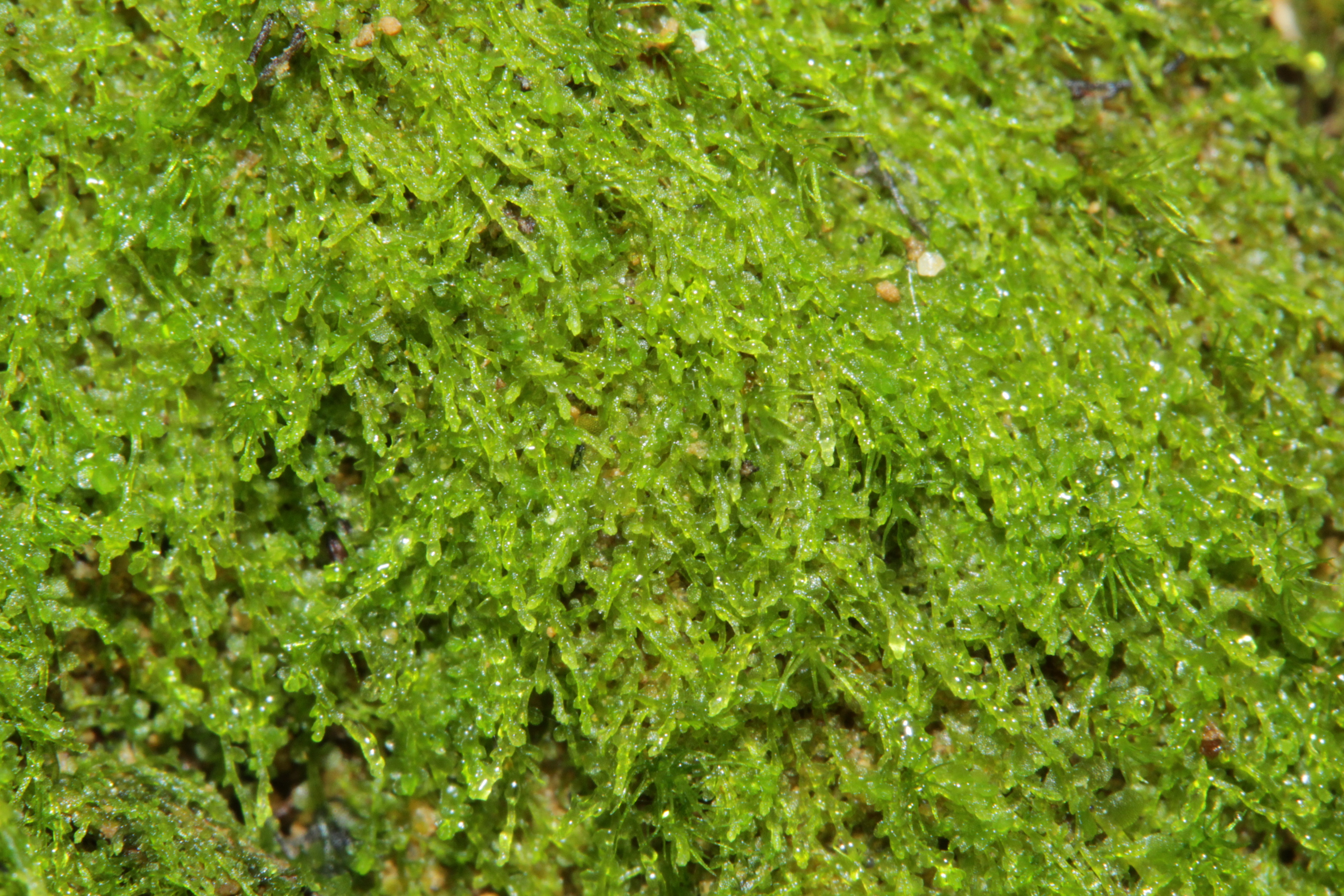
Юнгерманія стрункіша (Jungermannia gracillima)

    - Юнгерманія густюща (Jungermannia confertissima)Юнгерманія стрункіша (Jungermannia gracillima)
    - Юнгерманія стрункіша (Jungermannia gracillima)
    - Юнгерманія прозора (Jungermannia hyalina)
    - Юнгерманія гладенькоперіантієва (Jungermannia leiantha)
    - Юнгерманія овальна (Jungermannia obovata)
    - Юнгерманія карликова (Jungermannia pumila)
    - Юнгерманія округлоплода (Jungermannia sphaerocarpa)
    - Юнгерманія шилоподібна (Jungermannia subulata)
- Родина Голошапкові (Gymnomitriaceae)
  - Рід Голошапка (Gymnomitrion)
    - Голошапка обвуглена (Gymnomitrion adustum)
    - Голошапка короткогострокінцева (Gymnomitrion apiculatum)
    - Голошапка гармонійна (Gymnomitrion concinnatum)
    - Голошапка коралоподібна (Gymnomitrion corallioides)

  - Рід Гаманчиця (Marsupella)
    - Гаманчиця водяна (Marsupella aquatica)
    - Гаманчиця виїмчаста (Marsupella emarginata)
    - Гаманчиця Функа (Marsupella funckii), у т. ч. гаманчиця баденська (Marsupella badensis)
    - Гаманчиця обпалена (Marsupella sphacelata)
    - Гаманчиця Спруса (Marsupella sprucei)

  - Рід Нардія (Nardia)
    - Нардія землекелихова, нардія мішкова (Nardia geoscyphus)
    - Нардія драбинчаста (Nardia scalaris)
- Родина Гострячкові (Lophoziaceae)
  - Рід Гострячка (Lophozia)
    - Гострячка висхідна (Lophozia ascendens)
    - Гострячка баденська (Lophozia badensis)
    - Гострячка бантрійська (Lophozia bantriensis)
    - Гострячка двозарубчаста (Lophozia bicrenata)
    - Гострячка комірцева (Lophozia collaris)
    - Гострячка вирізна (Lophozia excisa)
    - Гострячка різноборіздкова (Lophozia heterocolpos)
    - Гострячка надрізана (Lophozia incisa)
    - Гострячка довгозубчаста (Lophozia longidens)
    - Гострячка довгоквіткова (Lophozia longiflora)
    - Гострячка судетська (Lophozia sudetica)
    - Гострячка роздута (Lophozia ventricosa)
    - Гострячка Венцеля (Lophozia wenzelii)

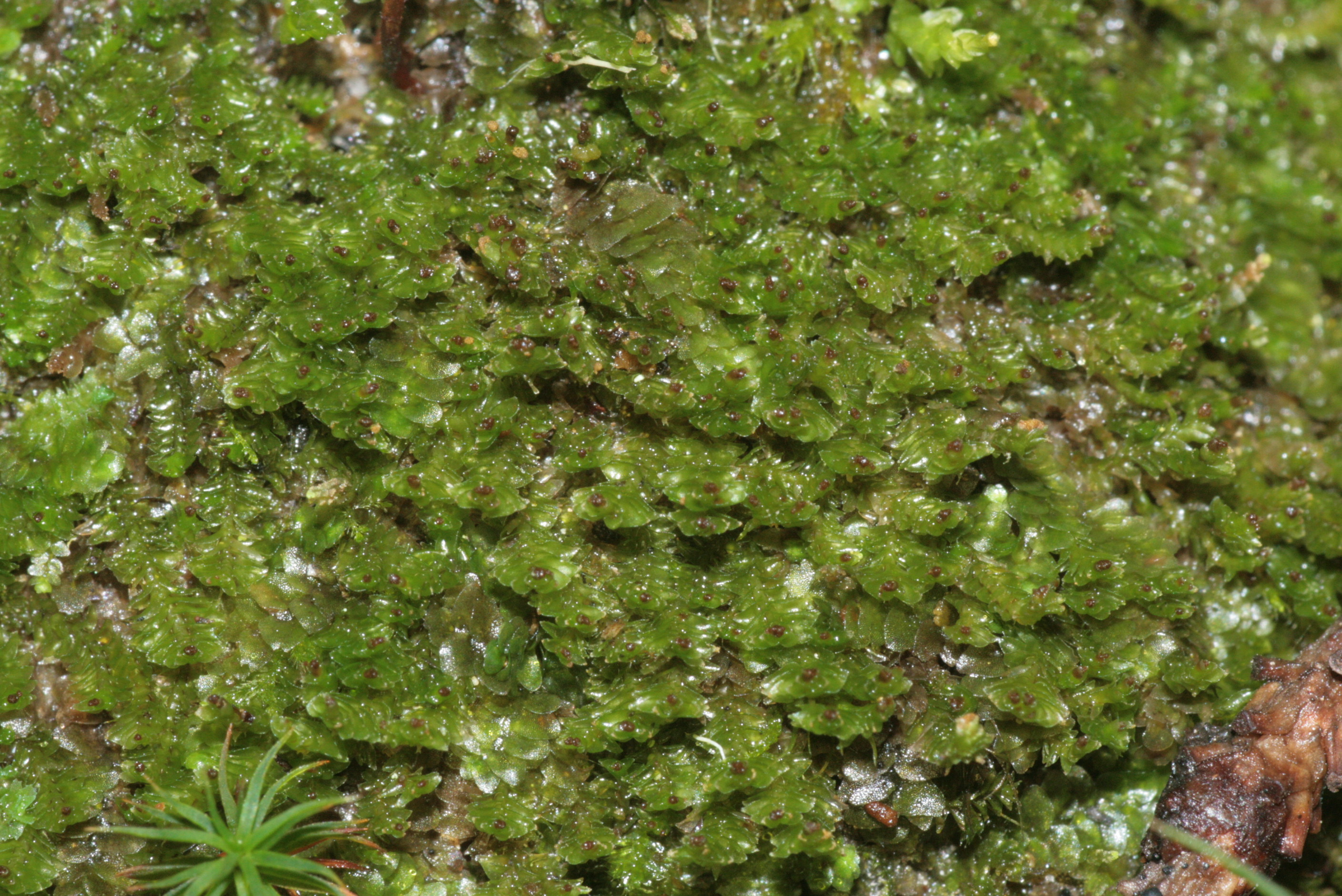
Трилопатія вирізана (Tritomaria exsecta)

  - Рід Трилопатія (Tritomaria)Трилопатія вирізана (Tritomaria exsecta)
    - Трилопатія вирізана (Tritomaria exsecta)
    - Трилопатія вирізаноформна (Tritomaria exsectiformis)
    - Трилопатія п'ятизубчаста (Tritomaria quinquedentata)
    - Трилопатія витончена (Tritomaria scitula)
- Родина Милієві (Myliaceae)
  - Рід Мілія (Mylia)
    - Мілія неправильна (Mylia anomala)
    - Мілія Тейлора (Mylia taylori)
- Родина Лопатинкові (Scapaniaceae)
  - Рід Дволопатник (Diplophyllum)
    - Дволопатник білуватий (Diplophyllum albicans)

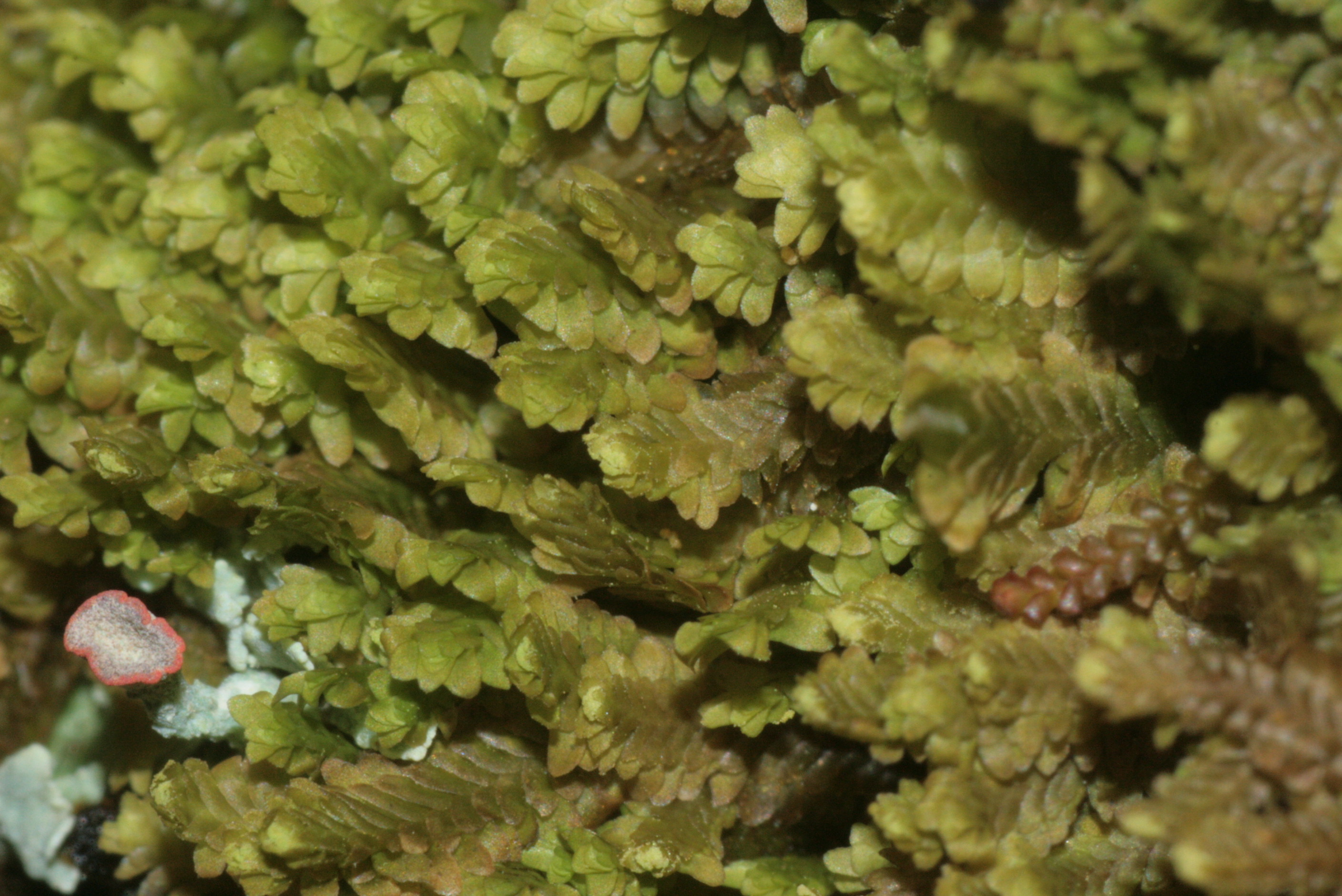
Дволопатник тисолистий (Diplophyllum taxifolium)

    - Дволопатник туполистий (Diplophyllum obtusifolium)Дволопатник тисолистий (Diplophyllum taxifolium)
    - Дволопатник тисолистий (Diplophyllum taxifolium)

  - Рід Лопатинка (Scapania)
    - Лопатинка рівнолопатева (Scapania aequiloba)
    - Лопатинка загострена (Scapania apiculata)
    - Лопатинка шорстка (Scapania aspera)
    - Лопатинка вапнякова (Scapania calcicola)
    - Лопатинка щільна (Scapania compacta)
    - Лопатинка коротка (Scapania curta)
    - Лопатинка гострокінчикова (Scapania cuspiduligera)
    - Лопатинка гельветська (Scapania helvitica) ЧКУ
    - Лопатинка заливна (Scapania irrigua)
    - Лопатинка короткозагострена (Scapania mucronata)
    - Лопатинка гайова (Scapania nemorea)
    - Лопатинка болотна (Scapania paludicola)
    - Лопатинка дрібнолиста (Scapania parvifolia)
    - Лопатинка субальпійська (Scapania subalpina)
    - Лопатинка багнова (Scapania uliginosa)
    - Лопатинка тіниста (Scapania umbrosa)
    - Лопатинка хвиляста (Scapania undulata)
    - Лопатинка бородавчаста (Scapania verrucosa)

Порядок Бококолосальні (Porellales)
- Родина Бококолосові (Porellaceae)
  - Рід Бококолос (Porella)

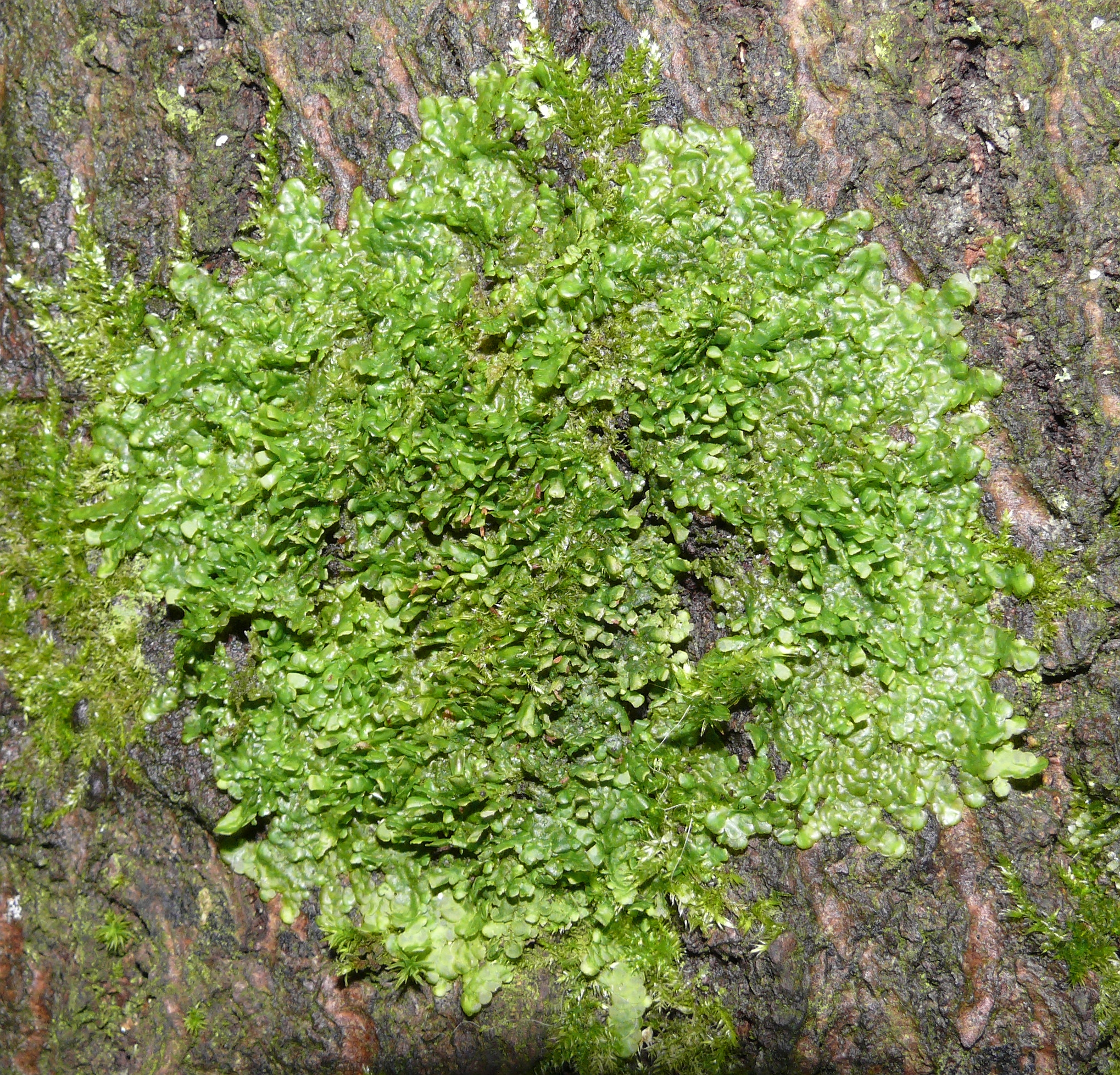
Радула сплющена (Radula complanata)

    - Бококолос надеревний (Porella arboris-vitae)
    - Бококолос Бауера (Porella baueri)
    - Бококолос Корда (Porella cordaeana)
    - Бококолос плосколистий (Porella platyphylla)
- Родина Фруланієві (Frullaniaceae)
  - Рід Фруланія (Frullania)
    - Фруланія розширена (Frullania dilatata)
    - Фруланія ламколиста (Frullania fragilifolia)
    - Фруланія Яка (Frullania jackii)
    - Фруланія тамарискова (Frullania tamarisci)
- Родина Леженеєві (Lejeuneaceae)
  - Рід Вапничка (Cololejeunea)
    - Вапничка крейдяна (Cololejeunea calcarea)
    - Вапничка Росета, кололеженея Россета (Cololejeunea rossettiana) ЧКУ

  - Рід Леженея (Lejeunea)
    - Леженея порожнинолиста (Lejeunea cavifolia)
- Родина Радулові (Radulaceae)
  - Рід Радула (Radula)
    - Радула сплющена (Radula complanata)
    - Радула Ліндберга (Radula lindbergiana)

## ВідділМохи(Bryophyta)

### КласСфагнопсиди(Sphagnopsida)
Порядок Сфагнові (Sphagnales)
- Родина Сфагнові (Sphagnaceae)
  - Рід Сфагнум (Sphagnum)
    - Сфагнум вузьколистий (Sphagnum angustifolium)
    - Sphagnum denticulatum, syn. сфагнум вушковий (Sphagnum auriculatum)
    - Сфагнум балтійський (Sphagnum balticum)
    - Сфагнум гостролистий (Sphagnum capillifolium)
    - Сфагнум центральний (Sphagnum centrale)
    - Сфагнум компактний (Sphagnum compactum)
    - Сфагнум скручений (Sphagnum contortum)
    - Сфагнум загострений (Sphagnum cuspidatum)
    - Сфагнум оманливий (Sphagnum fallax)
    - Сфагнум торочкуватий (Sphagnum fimbriatum)
    - Сфагнум звивистий (Sphagnum flexuosum)
    - Сфагнум бурий (Sphagnum fuscum)
    - Сфагнум Гіргенсона (Sphagnum girgensohnii)
    - Сфагнум заплавний (Sphagnum inundatum)
    - Сфагнум магеланський (Sphagnum magellanicum)
    - Сфагнум великий (Sphagnum majus)
    - Сфагнум м'якенький (Sphagnum molle) ЧКУ
    - Сфагнум притуплений (Sphagnum obtusum)
    - Сфагнум болотний (Sphagnum palustre)
    - Сфагнум сосочковий (Sphagnum papillosum)
    - Сфагнум плосколистий (Sphagnum platyphyllum)
    - Сфагнум п'ятирядний (Sphagnum quinquefarium)
    - Сфагнум береговий (Sphagnum riparium)
    - Сфагнум рожевий (Sphagnum rubellum)
    - Сфагнум Русова (Sphagnum russowii)
    - Сфагнум відстовбурчений (Sphagnum squarrosum)
    - Сфагнум майжеблискучий (Sphagnum subnitens) ЧКУ
    - Сфагнум майжеоднобокий (Sphagnum subsecundum)
    - Сфагнум ніжненький (Sphagnum tenellum) ЧКУ
    - Сфагнум валькуватий (Sphagnum teres)
    - Сфагнум Варнсторфа (Sphagnum warnstorfii)
    - Сфагнум Вульфа (Sphagnum wulfianum) ЧКУ

### КласАндрєеопсиди(Andreaeopsida)
Порядок Андрєеальні (Andreaeales)
- Родина Андрєеві (Andreaeaceae)
  - Рід Андрєея (Andreaea)
    - Андрєея альпійська (Andreaea alpestris)
    - Андрєея скельна (Andreaea rupestris)

### КласПолітрихопсиди(Polytrichopsida)
Порядок Рунянкальні (Polytrichales)
- Родина Рунянкові (Polytrichaceae)
  - Рід Безволосник (Atrichum)
    - Безволосник звужений (Atrichum angustatum)
    - Безволосник кучерявенький (Atrichum crispulum)
    - Безволосник жовтоніжковий (Atrichum flavisetum)
    - Безволосник ніжненький (Atrichum tenellum)
    - Безволосник хвилястий (Atrichum undulatum)

  - Рід Маловолосник (Oligotrichum)
    - Маловолосник герцинський (Oligotrichum hercynicum)

  - Рід Бородай (Pogonatum)
    - Бородай алоеподібний (Pogonatum aloides)
    - Бородай карликовий (Pogonatum nanum)
    - Бородай урноносний (Pogonatum urnigerum)

  - Рід Рунозірка (Polytrichastrum)
    - Рунозірка альпійська (Polytrichastrum alpinum)
    - Рунозірка гарна (Polytrichastrum formosum, syn. Polytrichum formosum)
    - Рунозірка довгоніжкова (Polytrichastrum longisetum, syn. Polytrichum longisetum)
    - Рунозірка блідоніжкова (Polytrichastrum pallidisetum, syn. Polytrichum pallidisetum)
    - Рунозірка шестикутна (Polytrichastrum sexangulare)

  - Рід Зозулин льон (Polytrichum)
    - Зозулин льон звичайний (Polytrichum commune)
    - Рунянка ялівцева (Polytrichum juniperinum)
    - Рунянка довгоніжкова (Polytrichum perigoniale)
    - Рунянка блідоніжкова (Polytrichum piliferum)
    - Зозулин льон стиснутий (Polytrichum strictum)
    - Рунянка Швартца (Polytrichum swartzii)

### КласЧотирикінчикопсиди(Tetraphidopsida)
Порядок Чотирикінчикальні (Tetraphidales)
- Родина Чотирикінчикові (Tetraphidaceae)
  - Рід Чотирикінчик (Tetraphis)
    - Чотирикінчик прозорий (Tetraphis pellucida)

  - Рід Чотиризубець (Tetrodontium)
    - Чотиризубець Броуна (Tetrodontium brownianum)
    - Чотиризубець яйцеподібний (Tetrodontium ovatum)

### КласЛистостеблові(Bryopsida)
Порядок Буксбауміальні (Buxbaumiales)
- Родина Буксбаумієві (Buxbaumiaceae)
  - Рід Буксбаумія (Buxbaumia)
    - Буксбаумія безлиста (Buxbaumia aphylla)
    - Буксбаумія зелена (Buxbaumia viridis)

Порядок Пухирчикальні (Diphysciales)
- Родина Пухирчикові (Diphysciaceae)
  - Рід Пухирчик (Diphyscium)
    - Пухирчик облиснений (Diphyscium foliosum)

Порядок Тіміальні (Timmiales)
- Родина Тімієві (Timmiaceae)
  - Рід Тімія (Timmia)
    - Тімія австрійська (Timmia austriaca)
    - Тімія баварська (Timmia bavarica)
    - Тімія мегаполітанська (Timmia megapolitana)

Порядок Ковпачкальні (Encalyptales)
- Родина Ковпачкові (Encalyptaceae)
  - Рід Ковпачка (Encalypta)
    - Ковпачка війчаста (Encalypta ciliata)
    - Ковпачка довгошийкова (Encalypta longicollis)
    - Ковпачка тупокінцева (Encalypta mutica)
    - Ковпачка смугастоплода (Encalypta rhaptocarpa)
    - Ковпачка лопатчаста (Encalypta spathulata)
    - Ковпачка скрученоплода (Encalypta streptocarpa)
    - Ковпачка звичайна (Encalypta vulgaris)

Порядок Скрученіжкальні (Funariales)
- Родина Скрученіжкові (Funariaceae)
  - Рід Грушечник (Entosthodon)
    - Грушечник пучкуватий (Entosthodon fascicularis)
    - Грушечник угорський (Entosthodon hungaricus)
    - Грушечник Мюленберга (Entosthodon muhlenbergii)

  - Рід Скрученіжка (Funaria)
    - Скрученіжка вологомірна (Funaria hygrometrica)
    - Скрученіжка дрібноуста (Funaria microstoma)

  - Рід Чарочниця (Physcomitrella)
    - Чарочниця відхилена (Physcomitrella patens)

  - Рід Чарочник (Physcomitrium)
    - Чарочник піщаний (Physcomitrium arenicola)
    - Чарочник широкоустий (Physcomitrium eurystomum)
    - Чарочник грушоподібний (Physcomitrium pyriforme)
    - Чарочник сферичний (Physcomitrium sphaericum)

  - Рід Пірамідка (Pyramidula)
    - Пірамідка чотиригранна (Pyramidula tetragona)

Порядок Гріміальні (Grimmiales)
- Родина Грімієві (Grimmiaceae)
  - Рід Ситозуб (Coscinodon)
    - Ситозуб гратчастий (Coscinodon cribrosus)

  - Рід Грімія (Grimmia)
    - Грімія альпійська (Grimmia alpestris)
    - Грімія беззуба (Grimmia anodon)
    - Грімія неправильна, грімія аномальна (Grimmia anomala)
    - Грімія довговолоса (Grimmia crinita)
    - Грімія оманлива (Grimmia decipiens)
    - Грімія Дона (Grimmia donniana)
    - Грімія висока (Grimmia elatior)
    - Грімія видовжена (Grimmia elongata)
    - Грімія вірьовчана (Grimmia funalis)
    - Грімія буро-жовта (Grimmia fuscolutea)
    - Грімія Гартмана (Grimmia hartmanii)
    - Грімія крива (Grimmia incurva)
    - Грімія згладжена (Grimmia laevigata)
    - Грімія довгоноса (Grimmia longirostris)
    - Грімія гірська (Grimmia montana)
    - Грімія Мюленбека (Grimmia muehlenbeckii)
    - Грімія округла (Grimmia orbicularis)
    - Грімія овальна (Grimmia ovalis)
    - Грімія косонога (Grimmia plagiopodia)
    - Grimmia crinitoleucophaea, syn. Grimmia poecilostoma — грімія пістрявоуста
    - Грімія подушкова (Grimmia pulvinata)
    - Грімія Рамонда (Grimmia ramondii)
    - Грімія трієстська (Grimmia tergestina)
    - Грімія волосколиста (Grimmia trichophylla)

  - Рід Скельник (Racomitrium)
    - Codriophorus acicularis, syn. Racomitrium aciculare — скельник голчастий
    - Bucklandiella affinis, syn. Racomitrium affine — скельник споріднений
    - Codriophorus aquaticus, syn. Racomitrium aquaticum — скельник водяний
    - Niphotrichum canescens Racomitrium canescens — скельник сивіючий
    - Niphotrichum elongatum, syn. Racomitrium elongatum — скельник видовжений
    - Niphotrichum ericoides, syn. Racomitrium ericoides — скельник вересоподібний
    - Bucklandiella heterosticha, syn. Racomitrium heterostichum — скельник різнорідний
    - Скельник шерстистий (Racomitrium lanuginosum)
    - Bucklandiella macounii, syn. Racomitrium macounii — скельник Макоуна
    - Bucklandiella microcarpa, syn. Racomitrium microcarpon — скельник дрібноплодий
    - Bucklandiella sudetica, syn. Racomitrium sudeticum — скельник судетський

  - Рід Розтріщеник (Schistidium)
    - Розтріщеник Агасіза (Schistidium agassizii)
    - Розтріщеник зануренокоробочковий (Schistidium apocarpum)
    - Розтріщеник буріючий (Schistidium brunnescens)
    - Розтріщеник скупчений (Schistidium confertum)
    - Розтріщеник товстоволосковий (Schistidium crassipilum)
    - Розтріщеник занедбаний (Schistidium dupretii)
    - Розтріщеник вишуканий (Schistidium elegantulum)
    - Розтріщеник повислий (Schistidium flaccidum)
    - Розтріщеник ланцетолистий (Schistidium lancifolium)
    - Розтріщеник бородавковий (Schistidium papillosum)
    - Розтріщеник прекрасний (Schistidium pulchrum)
    - Розтріщеник струмковий (Schistidium rivulare)
    - Розтріщеник потужний (Schistidium robustum)
    - Розтріщеник стиснутий (Schistidium strictum)
    - Розтріщеник притуплений (Schistidium submuticum)
    - Розтріщеник волоскозубий (Schistidium trichodon)
- Родина Складкоковпачкові (Ptychomitriaceae)
  - Рід Кривостеблик (Campylostelium)
    - Кривостеблик скельний (Campylostelium saxicola)
    - Кривостеблик прямий (Campylostelium strictum)
- Родина Селігерієві (Seligeriaceae)
  - Рід Бліндія (Blindia)
    - Бліндія гостра (Blindia acuta)

  - Рід Короткозубець (Brachydontium)
    - Короткозубець волосоподібний (Brachydontium trichodes)

  - Рід Селігерія (Seligeria)
    - Селігерія коротколиста (Seligeria brevifolia)
    - Селігерія вапнякова (Seligeria calcarea)
    - Селігерія зігнутоніжкова (Seligeria campylopoda)
    - Селігерія Донна (Seligeria donniana)
    - Селігерія маленька (Seligeria pusilla)
    - Селігерія відігнута (Seligeria recurvata)

Порядок Дикранальні (Dicranales)
- Родина Спинокрилові (Fissidentaceae)
  - Рід Спинокрил (Fissidens)
    - Спинокрил адіантоподібний (Fissidens adianthoides)
    - Спинокрил Арнольда (Fissidens arnoldii)
    - Спинокрил брієподібний (Fissidens bryoides)
    - Спинокрил товстоніжковий (Fissidens crassipes)
    - Спинокрил кучерявий (Fissidens crispus)
    - Спинокрил сумнівний (Fissidens dubius)
    - Спинокрил тонкий (Fissidens exilis)
    - Спинокрил джерельний (Fissidens fontanus)
    - Спинокрил голий (Fissidens gymnandrus)
    - Спинокрил скривлений (Fissidens incurvus)
    - Спинокрил осмундоподібний (Fissidens osmundoides)
    - Спинокрил маленький (Fissidens pusillus)
    - Спинокрил струмковий (Fissidens rivularis)
    - Спинокрил рудуватий (Fissidens rufulus)
    - Спинокрил тисолистний (Fissidens taxifolius)
    - Спинокрил зеленуватий (Fissidens viridulus), у т. ч. спинокрил вузькооблямований Fissidens marginatulus
- Родина Дитрихові (Ditrichaceae)
  - Рід Всюдник (Ceratodon)
    - Всюдник пурпуровий (Ceratodon purpureus)

  - Рід Закритоплідник (Cleistocarpidium)
    - Закритоплідник болотяний (Cleistocarpidium palustre)

  - Рід Дворядовик (Distichium)
    - Дворядовик волоскоподібний (Distichium capillaceum)
    - Дворядовик нахилений (Distichium inclinatum)

  - Рід Двоволосник (Ditrichum)
    - Двоволосник звивистий (Ditrichum flexicaule)
    - Двоволосник різнонаправлений (Ditrichum heteromallum)
    - Двоволосник блідий (Ditrichum pallidum)
    - Двоволосник маленький (Ditrichum pusillum)
    - Двоволосник шилоподібний (Ditrichum subulatum)
    - Двоволосник зональний (Ditrichum zonatum)

  - Рід Однобічник (Pleuridium)
    - Однобічник загострений (Pleuridium acuminatum)
    - Однобічник шилоподібний (Pleuridium subulatum)

  - Рід Нібиодноденник (Pseudephemerum)
    - Нібиодноденник блискучий (Pseudephemerum nitidum)

  - Рід Селанія (Saelania)
    - Селанія сизувата (Saelania glaucescens) ЧКУ

  - Рід Волосозубець (Tríchodon)
    - Волосозубець циліндричний (Tríchodon cylindricus)
- Родина Брухієві (Bruchiaceae)
  - Рід Довгоший (Trematodon)
    - Довгоший сумнівний (Trematodon ambiguus)
- Родина Шовницеві (Rhabdoweisiaceae)
  - Рід Браслетник (Amphidium)
    - Браслетник лапландський (Amphidium lapponicum)
    - Браслетник Мужо (Amphidium mougeotii)

  - Рід Арктія (Arctoa)
    - Арктія жовтенька (Arctoa fulvella)

  - Рід Тертка (Cnestrum)
    - Тертка сланцева (Cnestrum schisti)

  - Рід Собакозуб (Cynodontium)
    - Собакозуб Брунтона (Cynodontium bruntonii)
    - Собакозуб найстрункіший (Cynodontium gracilescens)
    - Собакозуб багатоплодий (Cynodontium polycarpon)
    - Собакозуб жовноносний (Cynodontium strumiferum)
    - Собакозуб ніжний (Cynodontium tenellum)

  - Рід Роздільнозуб (Dichodontium)
    - Роздільнозуб жовтуватий (Dichodontium flavescens)
    - Роздільнозуб прозорий (Dichodontium pellucidum)

  - Рід Сухокучерявка (Dicranoweisia)
    - Сухокучерявка вусата (Dicranoweisia cirrata)
    - Сухокучерявка щільна (Dicranoweisia compacta)
    - Сухокучерявка кучерявенька (Dicranoweisia crispula)

  - Рід Кієрія (Kiaeria)
    - Кієрія Бліта (Kiaeria blyttii)
    - Кієрія серповидна (Kiaeria falcata)
    - Кієрія Штарка (Kiaeria starkei)

  - Рід Гачконосець (Oncophorus)
    - Гачконосець зеленіючий (Oncophorus virens)
    - Гачконосець Валенберга (Oncophorus wahlenbergii)

  - Рід Шовниця (Rhabdoweisia)
    - Шовниця кучерява (Rhabdoweisia crispata)
    - Шовниця опадаюча (Rhabdoweisia fugax)
- Родина Aongstroemiaceae
  - Рід Diobelonella
    - Diobelonella palustris, syn. Dichodontium palustre — роздільнозуб болотяний
- Родина Самосвітньомохові (Schistostegaceae)
  - Рід Самосвітній мох (Schistostega)
    - Самосвітній мох перистий (Schistostega pennata) ЧКУ
- Родина Дикранові, двоголівникові (Dicranaceae)
  - Рід Двоголівочка (Dicranella)
    - Двоголівочка зобувата (Dicranella cerviculata)
    - Двоголівочка кучерява (Dicranella crispa)
    - Двоголівочка різнонаправлена (Dicranella heteromalla)
    - Двоголівочка рудувата (Dicranella rufescens)
    - Двоголівочка Шребера (Dicranella schreberiana)
    - Двоголівочка шилоподібна (Dicranella subulata)
    - Двоголівочка мінлива (Dicranella varia)

  - Рід Дикран (Dicranum)
    - Дикран Бонжана (Dicranum bonjeanii)
    - Дикран видовжений (Dicranum elongatum)
    - Дикран плетивний (Dicranum flagellare)
    - Дикран зігнутостеблий (Dicranum flexicaule)
    - Дикран бурожовтий (Dicranum fulvum)
    - Дикран рудуватий (Dicranum fuscescens)
    - Дикран гренландський (Dicranum groenlandicum)
    - Дикран великий (Dicranum majus)
    - Дикран гірський (Dicranum montanum)
    - Дикран Мюленбека (Dicranum muehlenbeckii)
    - Дикран багатоніжковий (Dicranum polysetum)
    - Дикран мітлоподібний (Dicranum scoparium)
    - Дикран каштановий (Dicranum spadiceum)
    - Дикран несправжній (Dicranum spurium)
    - Дикран таврійський (Dicranum tauricum)
    - Дикран хвилястий (Dicranum undulatum)
    - Дикран зелений (Dicranum viride)

  - Рід Нібибіломох (Paraleucobryum)
    - Нібибіломох безжилковий (Paraleucobryum enerve)
    - Нібибіломох довголистий (Paraleucobryum longifolium)
    - Нібибіломох Заутера (Paraleucobryum sauteri)
- Родина Біломохові (Leucobryaceae)
  - Рід Кривоніжка (Campylopus)
    - Кривоніжка ламка (Campylopus fragilis)
    - Кривоніжка струнка (Campylopus gracilis)
    - Кривоніжка загнута (Campylopus introflexus)
    - Кривоніжка грушоподібна (Campylopus pyriformis)

  - Рід Дворотик (Dicranodontium)
    - Дворотик шорсткуватий (Dicranodontium asperulum)
    - Дворотик оголений (Dicranodontium denudatum)

  - Рід Біломох (Leucobryum)
    - Біломох сизий (Leucobryum glaucum)
    - Біломох ялівцеподібний (Leucobryum juniperoideum)

Порядок Потіальні (Pottiales)
- Родина Потієві (Pottiaceae)
  - Рід Посудинка (Anoectangium)
    - Посудинка літня (Anoectangium aestivum)
    - Посудинка Ганделя (Anoectangium handelii) ЧКУ

  - Рід Одноденник (Ephemerum)
    - Одноденник відігнутолистий (Ephemerum recurvifolium)
    - Одноденник пилчастий (Ephemerum serratum), у т. ч. Ephemerum minutissimum
    - Одноденник сидячий (Ephemerum sessile)

  - Рід Гілочник (Eucladium)
    - Гілочник кільчастий (Eucladium verticillatum)

  - Рід Голорот (Gymnostomum)
    - Голорот синьозелений (Gymnostomum aeruginosum)
    - Голорот вапняковий (Gymnostomum calcareum)

  - Рід Кільцівка (Gyroweisia)
    - Кільцівка тонка (Gyroweisia tenuis)

  - Рід Косодзьобик (Hymenostylium)
    - Косодзьобик зігнутоносий (Hymenostylium recurvirostrum)

  - Рід Молендоя (Molendoa)
    - Молендоя Горншуха (Molendoa hornschuchiana )
    - Молендоя Зендтнера (Molendoa sendtneriana)

  - Рід Гостродах (Oxystegus)
    - Гостродах тонконосиковий (Oxystegus tenuirostris)

  - Рід Закрученка (Tortella)
    - Закрученка ламка (Tortella fragilis)
    - Закрученка низька (Tortella humilis)
    - Закрученка нахилена (Tortella inclinata)
    - Закрученка скручена (Tortella tortuosa)
    - Pleurochaete squarrosa, syn. Tortella squarrosa — закрученка розчепірена

  - Рід Волосоустка (Trichostomum)
    - Волосоустка короткозуба (Trichostomum brachydontium)
    - Волосоустка кучерява (Trichostomum crispulum), syn. Trichostomum brevifolium, Trichostomum viridulum

  - Рід Вайсія (Weissia)
    - Вайсія короткоплода (Weissia brachycarpa)
    - Вайсія щільна (Weissia condensa)
    - Вайсія спірна (Weissia controversa)
    - Вайсія Левієра (Weissia levieri)
    - Вайсія довголиста (Weissia longifolia)
    - Вайсія дрібнодзьоба (Weissia rostellata)
    - Вайсія червоніюча (Weissia rutilans)

  - Рід Безстеблик (Acaulon)
    - Безстеблик тупокінцевий (Acaulon muticum )
    - Безстеблик трикутний (Acaulon triquetrum)

  - Рід Столітник (Aloina)
    - Столітник алоеподібний (Aloina aloides)
    - Столітник сумнівний (Aloina ambigua)
    - Столітник короткодзьобий (Aloina brevirostris)
    - Столітник жорсткий (Aloina rigida)

  - Рід Бородкія (Barbula)
    - Бородкія згорнена (Barbula convoluta)
    - Бородкія шафранова (Barbula crocea)
    - Бородкія Ендереза (Barbula enderesii)
    - Бородкія нігтикоподібна (Barbula unguiculata), у т. ч. Tortula lanceolata — крученозубка ланцетна

  - Рід Червонолистик (Bryoerythrophyllum)
    - Червонолистик альпійський (Bryoerythrophyllum alpigenum)
    - Червонолистик косодзьобий (Bryoerythrophyllum recurvirostrum)

  - Рід Решіткозуб (Cinclidotus)
    - Решіткозуб водяний (Cinclidotus aquaticus) ЧКУ
    - Решіткозуб джерельний (Cinclidotus fontinaloides)
    - Решіткозуб береговий (Cinclidotus riparius)

  - Рід Торочник (Crossidium)
    - Торочник лусконосний (Crossidium squamiferum)

  - Рід Парозубчик (Didymodon)
    - Парозубчик гострий (Didymodon acutus)
    - Парозубчик серцеподібний (Didymodon cordatus)
    - Парозубчик оманливий (Didymodon fallax)
    - Парозубчик іржавий (Didymodon ferrugineus)
    - Парозубчик острівний (Didymodon insulanus)
    - Парозубчик брудножовтий (Didymodon luridus)
    - Парозубчик жорсткуватий (Didymodon rigidulus)
    - Парозубчик глибоковиїмчастий (Didymodon sinuosus)
    - Парозубчик каштановий (Didymodon spadiceus)
    - Парозубчик туфовий (Didymodon tophaceus)
    - Парозубчик виноградниковий (Didymodon vinealis)

  - Рід Генедієля (Hennediella)
    - Генедієля Гейма (Hennediella heimii) ЧКУ

  - Рід Дрібномох (Microbryum)
    - Дрібномох кривошийковий (Microbryum curvicollum)
    - Дрібномох Даваля (Microbryum davallianum)
    - Дрібномох Штарке (Microbryum starckeanum)

  - Рід Нібиторочник (Pseudocrossidium)
    - Нібиторочник Горншуха (Pseudocrossidium hornschuchianum)
    - Нібиторочник відгорнутий (Pseudocrossidium revolutum)

  - Рід Жилкокрил (Pterygoneurum)
    - Жилкокрил Козлова (Pterygoneurum kozlovii)
    - Жилкокрил пластинчастий (Pterygoneurum lamellatum)
    - Жилкокрил яйцеподібний (Pterygoneurum ovatum), у т. ч. Pterygoneurum crossidioides — жилкокрил бахромчастоподібний
    - Жилкокрил напівсидячий (Pterygoneurum subsessile)

  - Рід Аридниця (Syntrichia)
    - Аридниця вапнякова (Syntrichia calcicola)
    - Аридниця сивожилкова (Syntrichia caninervis)
    - Аридниця Ганделя (Syntrichia handelii)
    - Аридниця широколиста (Syntrichia latifolia)
    - Аридниця гладеньковолоса (Syntrichia laevipila)
    - Аридниця гірська (Syntrichia montana)
    - Аридниця норвезька (Syntrichia norvegica)
    - Аридниця сосочкова (Syntrichia papillosa)
    - Аридниця сільська (Syntrichia ruralis), у т. ч. Syntrichia ruraliformis — аридниця піщана
    - Аридниця китайська (Syntrichia sinensis)
    - Аридниця зеленіюча (Syntrichia virescens)

  - Рід Крученозубка (Tortula)
    - Крученозубка безстеблова (Tortula acaulon)
    - Крученозубка сивіюча (Tortula canescens)
    - Крученозубка кавказька (Tortula caucasica), у т. ч. Tortula modica — крученозубка помірна
    - Крученозубка нахилена (Tortula cernua), у т. ч. Tortula randii — крученозубка Ранда
    - Крученозубка клинолиста (Tortula cuneifolia)
    - Крученозубка Гоппе (Tortula hoppeana)
    - Крученозубка беззбройна (Tortula inermis)
    - Крученозубка білоуста (Tortula leucostoma)
    - Крученозубка Ліндберга (Tortula lindbergii)
    - Крученозубка язичкова (Tortula lingulata)
    - Крученозубка гострокінцева (Tortula mucronifolia)
    - Крученозубка мурова (Tortula muralis), у т. ч. Tortula aestiva — крученозубка літня
    - Крученозубка первинномохова (Tortula protobryoides)
    - Крученозубка Шімпера (Tortula schimperi)
    - Крученозубка шилоподібна (Tortula subulata)
    - Крученозубка відсічена (Tortula truncata)
    - Крученозубка українська (Tortula ucrainica)

Порядок Парасольчикальні (Splachnales)
- Родина Парасольчикові (Splachnaceae)
  - Рід Парасольчик (Splachnum)
    - Парасольчик ампулоподібний (Splachnum ampullaceum)
    - Парасольчик сферичний (Splachnum sphaericum)

  - Рід Тейлорія (Tayloria)
    - Тейлорія язичкова (Tayloria lingulata) ЧКУ
    - Тейлорія пилчаста (Tayloria serrata)
    - Тейлорія тонка (Tayloria tenuis)

  - Рід Чвертник (Tetraplodon)
    - Чвертник звужений (Tetraplodon angustatus)
    - Чвертник зіркомоховий (Tetraplodon mnioides)
- Родина Меезієві (Meesiaceae)
  - Рід Тупозуб (Amblyodon)
    - Тупозуб білуватий (Amblyodon dealbatus)

  - Рід Тонколистник (Leptobryum)
    - Тонколистник грушоподібний (Leptobryum pyriforme)

  - Рід Меезія (Meesia)
    - Меезія довгоніжкова (Meesia longiseta)
    - Меезія тригранна (Meesia triquetra) ЧКУ
    - Меезія багнова (Meesia uliginosa)

Порядок Прямоволосникальні (Orthotrichales)
- Родина Прямоволосникові (Orthotrichaceae)
  - Рід Прямоволосник (Orthotrichum)
    - Прямоволосник споріднений (Orthotrichum affine)
    - Прямоволосник альпійський (Orthotrichum alpestre)
    - Прямоволосник неправильний (Orthotrichum anomalum)
    - Прямоволосник плісконосний (Orthotrichum cupulatum)
    - Прямоволосник прозорий (Orthotrichum diaphanum)
    - Прямоволосник голоустий (Orthotrichum gymnostomum)
    - Прямоволосник Ляєля (Orthotrichum lyellii)
    - Прямоволосник туполистий (Orthotrichum obtusifolium)
    - Прямоволосник блідий (Orthotrichum pallens)
    - Прямоволосник відхилений (Orthotrichum patens)
    - Прямоволосник карликовий (Orthotrichum pumilum)
    - Прямоволосник скельний (Orthotrichum rupestre)
    - Прямоволосник скандинавський (Orthotrichum scanicum)
    - Прямоволосник Шімпера (Orthotrichum schimperi)
    - Прямоволосник прекрасний (Orthotrichum speciosum)
    - Прямоволосник солом'яножовтий (Orthotrichum stramineum)
    - Прямоволосник смугастий (Orthotrichum striatum)
    - Прямоволосник тоненький (Orthotrichum tenellum)

  - Рід Кучерявка (Ulota)
    - Кучерявка Бруха (Ulota bruchii)
    - Кучерявка стиснута (Ulota coarctata)
    - Кучерявка звичайна (Ulota crispa)
    - Кучерявка Друмонда (Ulota drummondii)
    - Кучерявка американська (Ulota hutchinsiae)
    - Кучерявка Ремана (Ulota rehmannii)

  - Рід Парнозуб (Zygodon)
    - Парнозуб зубчастий (Zygodon dentatus)
    - Парнозуб наскельний (Zygodon rupestris)
    - Парнозуб найзеленіший (Zygodon viridissimus)

Порядок Гедвігіальні (Hedwigiales)
- Родина Гедвігієві (Hedwigiaceae)
  - Рід Гедвігія (Hedwigia)
    - Гедвігія війчаста (Hedwigia ciliata)

Порядок Головмохальні (Bryales)
- Родина Бартрамієві (Bartramiaceae)
  - Рід Бартрамія (Bartramia)
    - Бартрамія Галлера (Bartramia halleriana)
    - Бартрамія прямолиста (Bartramia ithyphylla)
    - Бартрамія яблукоподібна (Bartramia pomiformis)

  - Рід Мочарник (Philonotis)
    - Мочарник дернистий (Philonotis caespitosa)
    - Мочарник вапняковий (Philonotis calcarea)
    - Мочарник волосоподібний (Philonotis capillaris), у т. ч. Philonotis arnellii — мочарник Арнеля
    - Мочарник джерельний (Philonotis fontana)
    - Мочарник бранденбурзький (Philonotis marchica)
    - Мочарник рядковий (Philonotis seriata)
    - Мочарник повстистий (Philonotis tomentella)

  - Рід Косоніг (Plagiopus)
    - Косоніг Едера (Plagiopus oederianus)
- Родина Головмохові або брієві (Bryaceae)
  - Рід Скельномох (Anomobryum)
    - Скельномох сережчатоплодий (Anomobryum julaceum)

  - Рід Головмох (Bryum)
    - Головмох альговіцький (Bryum algovicum)
    - Головмох альпійський (Bryum alpinum)
    - Головмох архангельський  (Bryum archangelicum)
    - Головмох сріблястий (Bryum argenteum)
    - Головмох дернистий (Bryum caespiticium), у т. ч. Bryum badium — головмох гнідий
    - Головмох волосконосний (Bryum capillare)
    - Головмох густий (Bryum creberrimum)
    - Головмох вилчастий (Bryum dichotomum)
    - Головмох витончений (Bryum elegans)
    - Головмох Функа (Bryum funckii)
    - Головмох брунькотвірний (Bryum gemmiparum)
    - Головмох проміжний (Bryum intermedium)
    - Головмох Клінгрефа (Bryum klinggraeffii)
    - Головмох Нолтона (Bryum knowltonii)
    - Головмох Кунця (Bryum kunzei)
    - Головмох моравський (Bryum moravicum)
    - Головмох Мільде (Bryum mildeanum)
    - Головмох блідуватий (Bryum pallescens)
    - Головмох несправжньотригранний (Bryum pseudotriquetrum)
    - Головмох червонуватий (Bryum rubens)
    - Головмох бур'яновий (Bryum ruderale)
    - Головмох Шляйхера (Bryum schleicheri)
    - Головмох майжегострокінцевий (Bryum subapiculatum)
    - Головмох тонковійчастий (Bryum tenuisetum)
    - Головмох закручений (Bryum torquescens)
    - Головмох дзигоподібний (Bryum turbinatum)
    - Головмох багновий (Bryum uliginosum)
    - Головмох веронський (Bryum veronense)
    - Головмох фіолетовий (Bryum violaceum)
    - Головмох Вейгеля (Bryum weigelii)

  - Рід Плагіобріум (Plagiobryum)
    - Плагіобріум Зайра (Plagiobryum zieri)

  - Рід Розеточник (Rhodobryum)
    - Розеточник онтарійський (Rhodobryum ontariense)
    - Розеточник рожевий (Rhodobryum roseum)
- Родина Зіркомохові (Mniaceae)
  - Рід Полія (Pohlia)
    - Полія андалузька (Pohlia andalusica)
    - Полія Ендрюса (Pohlia andrewsii)
    - Полія однорічна (Pohlia annotina)
    - Полія бульбочконосна (Pohlia bulbifera)
    - Полія зігнута (Pohlia camptotrachela)
    - Полія сиза (Pohlia cruda)
    - Полія Друмонда (Pohlia drummondii)
    - Полія видовжена (Pohlia elongata)
    - Полія ниткова (Pohlia filum)
    - Полія Лекера (Pohlia lescuriana)
    - Полія довгошийкова (Pohlia longicolla)
    - Полія Людвіга (Pohlia ludwigii)
    - Полія чорнувата (Pohlia melanodon)
    - Полія поникла (Pohlia nutans)
    - Полія туполиста (Pohlia obtusifolia)
    - Полія нащадконосна (Pohlia proligera)
    - Полія Валенберга (Pohlia wahlenbergii)

  - Рід Зіркомох (Mnium)
    - Зіркомох цьогорічний (Mnium hornum)
    - Зіркомох плавуноподібний (Mnium lycopodioides)
    - Зіркомох облямований (Mnium marginatum)
    - Зіркомох колючий (Mnium spinosum)
    - Зіркомох дрібноколючковий (Mnium spinulosum)
    - Зіркомох зірчастий (Mnium stellare)
    - Зіркомох Томсона (Mnium thomsonii)

  - Рід Решітняк (Cinclidium)
    - Решітняк брудноводяний (Cinclidium stygium)

  - Рід Круглолист (Rhizomnium)
    - Круглолист великолистий (Rhizomnium magnifolium)
    - Круглолист нібикрапчастий (Rhizomnium pseudopunctatum)
    - Круглолист крапчастий (Rhizomnium punctatum)

  - Рід Косостеблик (Plagiomnium)
    - Косостеблик споріднений (Plagiomnium affine)
    - Косостеблик загострений (Plagiomnium cuspidatum)
    - Косостеблик високий (Plagiomnium elatum)
    - Косостеблик еліптичний (Plagiomnium ellipticum)
    - Косостеблик середній (Plagiomnium medium)
    - Косостеблик дзьобатий (Plagiomnium rostratum)
    - Косостеблик хвилястий (Plagiomnium undulatum)

  - Рід Зірколист (Pseudobryum)
    - Зірколист решетоподібний (Pseudobryum cinclidioides)

Порядок Коренегоніальні (Rhizogoniales)
- Родина Псевдоніжкові (Aulacomniaceae)
  - Рід Псевдоніжкій (Aulacomnium)
    - Псевдоніжкій чоловічожіночий або андрогінний (Aulacomnium androgynum)
    - Псевдоніжкій піщаноболотний (Aulacomnium arenopaludosum)
    - Псевдоніжкій болотяний (Aulacomnium palustre)

Порядок Гукеріальні (Hookeriales)
- Родина Гукерієві (Hookeriaceae)
  - Рід Гукерія (Hookeria)
    - Гукерія блискуча (Hookeria lucens) ЧКУ

Порядок Сонмохальні (Hypnales)
- Родина Водникові (Fontinalaceae)
  - Рід Двопарусниця (Dichelyma)
    - Двопарусниця волоскова (Dichelyma capillaceum)
    - Двопарусниця серпова (Dichelyma falcatum)

  - Рід Водник (Fontinalis)
    - Водник протипожежний (Fontinalis antipyretica)
    - Водник гіпноподібний (Fontinalis hypnoides)
- Родина Деревнякові (Climaciaceae)
  - Рід Деревняк (Climacium)
    - Деревняк деревоподібний (Climacium dendroides)
- Родина Тупокришникові (Amblystegiaceae)
  - Рід Тупокришник (Amblystegium)
    - Тупокришник конфервоподібний (Amblystegium confervoides), syn. Serpoleskea confervoides
    - Тупокришник кореневий (Amblystegium radicale)
    - Тупокришник повзучий (Amblystegium serpens), у т. ч. Amblystegium juratzkanum — тупокришник Юратцки
    - Тупокришник тонкий (Amblystegium subtile)

  - Рід Відігнутозуб (Anacamptodon)
    - Відігнутозуб сплахноподібний (Anacamptodon splachnoides)

  - Рід Золотомох (Campyliadelphus)
    - Золотомох золотистолистий (Campyliadelphus chrysophyllus)
    - Золотомох болотяний (Campyliadelphus elodes)

  - Рід Зігнутник (Campylium)
    - Зігнутник витягнутий (Campylium protensum)
    - Зігнутник Соммерфельта (Campylium sommerfeltii)
    - Зігнутник зірчастий (Campylium stellatus)

  - Рід Конардія (Conardia)
    - Конардія щільна (Conardia compacta) ЧКУ

  - Рід Джерельник (Cratoneuron)
    - Джерельник зігнутостебловий (Cratoneuron curvicaule)
    - Джерельник папоротевий (Cratoneuron filicinum)

  - Рід Серпник (Drepanocladus)
    - Серпник гачкуватозігнутий (Drepanocladus aduncus)
    - Серпник плавуноподібний (Drepanocladus lycopodioides)
    - Серпник багатоплодий (Drepanocladus polycarpos)
    - Серпник багатошлюбний (Drepanocladus polygamus)
    - Серпник Зендтнера (Drepanocladus sendtneri)
    - Серпник трирядний (Drepanocladus trifarius)

  - Рід Вологолюб (Hygroamblystegium)
    - Вологолюб річковий (Hygroamblystegium fluviatile)
    - Вологолюб приземкуватий (Hygroamblystegium humile)
    - Вологолюб чіпкий (Hygroamblystegium tenax)
    - Вологолюб різноманітний (Hygroamblystegium varium)

  - Рід Потічник (мох) (Hygrohypnum)
    - Потічник твердуватий (Hygrohypnum duriusculum)
    - Потічник брудножовтий (Hygrohypnum luridum)
    - Потічник м'який (Hygrohypnum molle)
    - Потічник вохряний (Hygrohypnum ochraceum)

  - Рід Прибережник (Leptodictyum)
    - Прибережник береговий (Leptodictyum riparium)

  - Рід Болотничка (Palustriella)
    - Болотничка змінена (Palustriella commutata)
    - Болотничка непомітна (Palustriella decipiens)
    - Болотничка серпова (Palustriella falcata)

  - Рід Саніонія (Sanionia)
    - Саніонія гачкувата (Sanionia uncinata)

  - Рід Ризоїдолист (Tomenthypnum)
    - Ризоїдолист блискучий (Tomenthypnum nitens)
- Родина Красивомохові (Calliergonaceae)
  - Рід Красивомох (Calliergon)
    - Красивомох серцелистий (Calliergon cordifolium)
    - Красивомох гігантський (Calliergon giganteum)
    - Красивомох Річардсона (Calliergon richardsonii)

  - Рід Гачківник (Hamatocaulis)
    - Гачківник глянсуватий (Hamatocaulis vernicosus)

  - Рід Скорпіоновець (Scorpidium)
    - Скорпіоновець Коссона (Scorpidium cossonii)
    - Скорпіоновець відгорнений (Scorpidium revolvens)
    - Скорпіоновець скорпіоноподібний (Scorpidium scorpioides)

  - Рід Соломник (Straminergon)
    - Соломник ніжножовтий (Straminergon stramineum)

  - Рід Варнсторфія (Warnstorfia)
    - Варнсторфія безкільцева (Warnstorfia exannulata)
    - Варнсторфія плавуча (Warnstorfia fluitans)
    - Варнсторфія нібисолом'яна (Warnstorfia pseudostraminea)
    - Варнсторфія хворостяна (Warnstorfia sarmentosa)
- Родина Лескеєві (Leskeaceae)
  - Рід Простогілочник (Haplocladium)
    - Простогілочник дрібнолистий (Haplocladium microphyllum)

  - Рід Лескурея (Lescuraea)
    - Лескурея зігнута (Lescuraea incurvata)
    - Лескурея мінлива (Lescuraea mutabilis)
    - Лескурея розлога (Lescuraea patens)
    - Лескурея складчаста (Lescuraea plicata) ЧКУ
    - Лескурея вкорінена (Lescuraea radicosa)
    - Лескурея наскельна (Lescuraea saxicola)
    - Лескурея Саві (Lescuraea saviana)

  - Рід Лескея (Leskea)
    - Лескея багатоплода (Leskea polycarpa)

  - Рід Нібилескея (Pseudoleskeella)
    - Нібилескея дрібноланцюжкова (Pseudoleskeella catenulata)
    - Нібилескея жилкувата (Pseudoleskeella nervosa)
    - Нібилескея скельна (Pseudoleskeella rupestris)
    - Нібилескея покрівельна (Pseudoleskeella tectorum)
- Родина Туйникові (Thuidiaceae)
  - Рід Яличка (Abietinella)
    - Яличка ялицева (Abietinella abietina)

  - Рід Болотник (Helodium)
    - Болотник Бландова (Helodium blandowii)

  - Рід Сокирничок (Pelekium)
    - Сокирничок маленький (Pelekium minutulum)

  - Рід Туйник (Thuidium)
    - Туйник волосколистий (Thuidium assimile)
    - Туйник ніжненький (Thuidium delicatulum)
    - Туйник визнаний (Thuidium recognitum)
    - Туйник тамарисковий (Thuidium tamariscinum)
- Родина Короткокошикові (Brachytheciaceae)
  - Рід Жовтокірник (Pseudoscleropodium)
    - Жовтокірник чистий (Pseudoscleropodium purum)

  - Рід Скорпіоній (Scorpiurium)
    - Скорпіоній завитий (Scorpiurium circinatum)

  - Рід Долонник (Palamocladium)
    - Долонник яскравозелений (Palamocladium euchloron) ЧКУ

  - Рід Пластодзьобик (Plasteurhynchium)
    - Пластодзьобик південний (Plasteurhynchium meridionale)
    - Пластодзьобик складочковий (Plasteurhynchium striatulum)

  - Рід Жилкошипик (Eurhynchium)
    - Жилкошипик вузькосітчастий (Eurhynchium angustirete)
    - Жилкошипик складчастий (Eurhynchium striatum)

  - Рід Дзьобник (Rhynchostegium)
    - Дзьобник скупчений (Rhynchostegium confertum)
    - Дзьобник мегаполітанський (Rhynchostegium megapolitanum)
    - Дзьобник муровий (Rhynchostegium murale)
    - Дзьобник береговий (Rhynchostegium riparioides)
    - Дзьобник округлолистий (Rhynchostegium rotundifolium)
- Родина Короткокошикові (Brachytheciaceae)
  - Рід Дзьобничка (Rhynchostegiella)
    - Дзьобничка ніжненька (Rhynchostegiella tenella)
    - Дзьобничка тенеріфська (Rhynchostegiella teneriffae)

  - Рід Листовус (Cirriphyllum)
    - Листовус товстожилковий (Cirriphyllum crassinervium)
    - Листовус волосконосний (Cirriphyllum piliferum)

  - Рід Гостродзьобик (Oxyrrhynchium)
    - Гостродзьобик зяючий (Oxyrrhynchium hians)
    - Гостродзьобик Шляйхера (Oxyrrhynchium schleicheri)
    - Гостродзьобик прекрасний (Oxyrrhynchium speciosum)

  - Рід Кіндбергія (Kindbergia)
    - Кіндбергія предовга (Kindbergia praelonga)

  - Рід Білкохвіст (Sciuro-hypnum)
    - Білкохвіст короткий (Sciurohypnum curtum)
    - Білкохвіст Флотова (Sciurohypnum flotowianum)
    - Білкохвіст Едипа (Sciurohypnum oedipodium)
    - Білкохвіст перистий (Sciurohypnum plumosum)
    - Білкохвіст тополевий (Sciurohypnum populeum)
    - Білкохвіст відігнутий (Sciurohypnum reflexum)
    - Білкохвіст Штарке (Sciurohypnum starkei)

  - Рід Короткокошик (Brachythecium)
    - Короткокошик білуватий (Brachythecium albicans)
    - Короткокошик польовий (Brachythecium campestre)
    - Короткокошик вусатий (Brachythecium cirrosum)
    - Короткокошик Ґегеба (Brachythecium geheebii)
    - Короткокошик галечниковий (Brachythecium glareosum)
    - Короткокошик яскравий (Brachythecium laetum)
    - Короткокошик Мільде (Brachythecium mildeanum)
    - Короткокошик струмковий (Brachythecium rivulare)
    - Короткокошик кочерговий (Brachythecium rutabulum)
    - Короткокошик шорсткий (Brachythecium salebrosum)
    - Короткокошик Томазіні (Brachythecium tommasinii)

  - Рід Шипозірник (Eurhynchiastrum)
    - Шипозірник гарненький (Eurhynchiastrum pulchellum)

  - Рід Брахитеціаструм (Brachytheciastrum)
    - Короткокошик шорстконіжковий (Brachythecium trachypodium)
    - Короткокошик оксамитовий (Brachythecium velutinum)

  - Рід Золотолистник (Homalothecium)
    - Золотолистник золотистий (Homalothecium aureum)
    - Золотолистник жовтіючий (Homalothecium lutescens)
    - Золотолистник Філіпе (Homalothecium philippeanum)
    - Золотолистник шовковистий (Homalothecium sericeum)
- Родина Сонмохові (Hypnaceae)
  - Рід Брейдлерія (Breidleria)
    - Брейдлерія лучна (Breidleria pratensis)

  - Рід Красивогілочник (Callicladium)
    - Красивогілочник Гальдані (Callicladium haldanianum)

  - Рід Красивомошка (Calliergonella)
    - Красивомошка загострена (Calliergonella cuspidata)
    - Красивомошка Ліндберга (Calliergonella lindbergii)

  - Рід Зігнутолистник (Campylophyllum)
    - Зігнутолистник Галлера (Campylophyllum halleri)

  - Рід Поворотник (Campylidium)
    - Поворотник вапняковий (Campylidium calcareum)

  - Рід Гребінчик (Ctenidium)
    - Гребінчик м'який (Ctenidium molluscum)

  - Рід Бічнолистник (Homomallium)
    - Бічнолистник скривлений (Homomallium incurvatum)

  - Рід Сонмох (Hypnum)
    - Сонмох Андо (Hypnum andoi)
    - Сонмох Бамбергера (Hypnum bambergeri)
    - Сонмох барвистий (Hypnum callichroum)
    - Сонмох кипарисоподібний (Hypnum cupressiforme)
    - Сонмох плодющий (Hypnum fertile)
    - Сонмох дрібногачкуватий (Hypnum hamulosum)
    - Сонмох розставлений (Hypnum imponens)
    - Сонмох ютландський (Hypnum jutlandicum)
    - Сонмох ямковий (Hypnum lacunosum)
    - Сонмох блідуватий (Hypnum pallescens)
    - Сонмох відігнутий (Hypnum recurvatum)
    - Сонмох відгорнений (Hypnum revolutum)
    - Сонмох Воше (Hypnum vaucheri)

  - Рід Пір'їнник (Ptilium)
    - Пір'їнник гребінчастий (Ptilium crista-castrensis)

  - Рід Пілезія (Pylaisia)
    - Пілезія багатокоробочкова (Pylaisia polyantha)

  - Рід Тисолистник (Taxiphyllum)
    - Тисолистник Вісгріла (Taxiphyllum wissgrillii)

  - Рід Різногілочник (Heterocladium)
    - Різногілочник двоморфний (Heterocladium dimorphum)
    - Різногілочник рівнокрилий (Heterocladium heteropterum)

  - Рід Криловик (Pterigynandrum)
    - Криловик нитковий (Pterigynandrum filiforme)
- Родина Ярусникові (Hylocomiaceae)
  - Рід Лісолюб (Hylocomiastrum)
    - Лісолюб піренейський (Hylocomiastrum pyrenaicum)
    - Лісолюб тіньовий (Hylocomiastrum umbratum)

  - Рід Ярусник (Hylocomium)
    - Ярусник блискучий (Hylocomium splendens)

  - Рід Лескеобріум (Loeskeobryum)
    - Лескеобріум короткодзьобий (Loeskeobryum brevirostre)

  - Рід Червоностебловик (Pleurozium)
    - Червоностебловик Шребера (Pleurozium schreberi)

  - Рід Пофалдовник (Rhytidiadelphus)
    - Пофалдовник ремінний (Rhytidiadelphus loreus)
    - Пофалдовник відстовбурчений (Rhytidiadelphus squarrosus)
    - Пофалдовник майжеперистий (Rhytidiadelphus subpinnatus)
    - Пофалдовник трикутний (Rhytidiadelphus triquetrus)
- Родина Заячолапові (Rhytidiaceae)
  - Рід Заяча лапа (Rhytidium)
    - Заяча лапа зморшкувата (Rhytidium rugosum)
- Родина Косолистникові (Plagiotheciaceae)
  - Рід Герцогієла (Herzogiella)
    - Герцогієла Селігера (Herzogiella seligeri)
    - Герцогієла слабкоскладчаста (Herzogiella striatella)

  - Рід Рівнокрильник (Isopterygiopsis)
    - Рівнокрильник Мюлера (Isopterygiopsis muelleriana)
    - Рівнокрильник гарненький (Isopterygiopsis pulchella)

  - Рід Мишохвістка (Myurella)
    - Мишохвістка сережчаста (Myurella julacea)
    - Мишохвістка найніжніша (Myurella tenerrima)

  - Рід Бронзовик (Orthothecium)
    - Бронзовик заплутаний (Orthothecium intricatum)
    - Бронзовик рудуватий (Orthothecium rufescens) ЧКУ

  - Рід Косолистник (Plagiothecium)
    - Косолистник увігнутолистий (Plagiothecium cavifolium)
    - Косолистник криволистий (Plagiothecium curvifolium)
    - Косолистник дрібнозубчастий (Plagiothecium denticulatum)
    - Косолистник яскравий (Plagiothecium laetum)
    - Косолистник потайний (Plagiothecium latebricola)
    - Косолистник некероподібний (Plagiothecium neckeroideum) ЧКУ
    - Косолистник гайовий (Plagiothecium nemorale)
    - Косолистник волосконосний (Plagiothecium piliferum)
    - Косолистник широколистий (Plagiothecium platyphyllum)
    - Косолистник соковитий (Plagiothecium succulentum)
    - Косолистник хвилястий (Plagiothecium undulatum)

  - Рід Широкосіточниця (Platydictya)
    - Широкосіточниця юнгерманієподібна (Platydictya jungermannioides)

  - Рід Нібитисолистник (Pseudotaxiphyllum)
    - Нібитисолистник елегантний (Pseudotaxiphyllum elegans)
- Родина Нижчезубові (Entodontaceae)
  - Рід Нижчезуб (Entodon)
    - Нижчезуб стрункий (Entodon concinnus)

  - Рід Різнолистник (Heterophyllium)
    - Різнолистник споріднений (Heterophyllium affine)
- Родина Пілезіадельфові (Pylaisiadelphaceae)
  - Рід Пучкогілочник (Platygyrium)
    - Пучкогілочник повзучий (Platygyrium repens)
- Родина Білозубцеві (Leucodontaceae)
  - Рід Трижилка (Antitrichia)
    - Трижилка короткозвисла (Antitrichia curtipendula)

  - Рід Білозубець (Leucodon)
    - Білозубець білячий (Leucodon sciuroides)

  - Рід Птерогоніум (Pterogonium)
    - Птерогоніум стрункий (Pterogonium gracile)
- Родина Некерові (Neckeraceae)
  - Рід Плосколистка (Homalia)
    - Плосколистка блискуча (Homalia trichomanoides)

  - Рід Некера (Neckera)
    - Некера Бессера (Neckera besseri)
    - Некера сплощена (Neckera complanata)
    - Некера кучерява (Neckera crispa)
    - Некера Мензіса (Neckera menziesii) ЧКУ
    - Некера периста (Neckera pennata)
    - Некера карликова (Neckera pumila)

  - Рід Кущомох (Thamnobryum)
    - Кущомох лисохвостий (Thamnobryum alopecurum)
- Родина Тонкозубові (Leptodontaceae)
  - Рід Тонкозуб (Leptodon)
    - Тонкозуб Сміта (Leptodon smithii)
- Родина Смуголисті (Lembophyllaceae)
  - Рід Рівнокоробочник (Isothecium)
    - Рівнокоробочник лисохвостоподібний (Isothecium alopecuroides)
    - Рівнокоробочник Голта (Isothecium holtii)
    - Рівнокоробочник мишохвостоподібний (Isothecium myosuroides)
- Родина Оманозубцеві (Anomodontaceae)
  - Рід Оманозубець (Anomodon)
    - Оманозубець потоншений (Anomodon attenuatus)
    - Оманозубець довголистий (Anomodon longifolius)
    - Оманозубець дзьобатий (Anomodon rostratus)
    - Оманозубець Ругеля (Anomodon rugelii)
    - Оманозубець вусатий (Anomodon viticulosus)